# Oposición al franquismo
Se denomina oposición al franquismo, antifranquismo y en la época simplemente oposición, al conjunto de movimientos políticos y sociales que se oponían al franquismo o dictadura de Francisco Franco desde el final de la guerra civil española (1939) hasta las primeras elecciones democráticas (1977), año y medio después de su muerte (1975).

## Oposición al franquismo en la zona sublevada (1936-1939)
Antes del término de la guerra civil española es anecdótico encontrar muestras de oposición en la zona franquista, controlada por el naciente régimen del franquismo: en diciembre de 1936 el intento por parte de Manuel Fal Conde, líder de Comunión Tradicionalista de crear una Real Academia Militar de Requetés no sometida al Ejército, se tradujo en su inmediata salida del país entre acusaciones de traición; el 16 de abril de 1937 se produjeron incidentes violentos en Salamanca entre miembros de distintas corrientes existentes en el seno de Falange Española y de las JONS (la facción del triunvirato entre Agustín Aznar, José Moreno y Sancho Dávila contra la facción de Manuel Hedilla), a resultas de los cuales resultaron dos muertos y el 25 de abril del mismo año Manuel Hedilla, líder hasta ese momento de la FET y de las JONS, fue acusado de haber conspirado contra Franco y condenado a dos penas de muerte. Estas primeras escaramuzas dentro de las propias filas alzadas serían cortadas de raíz a través del Decreto de Unificación de 1937 que dio lugar a la creación de la FET y de las JONS, concebida como la rama política del denominado Movimiento Nacional.

## La oposición al franquismo de 1939 a 1945

### Los inicios de la oposición del interior
En el interior de España las dos primeras organizaciones del bando derrotado que se reorganizaron fueron la CNT y el PCE, a pesar de que las condiciones en que lo hicieron eran muy duras: «un ambiente marcado por el hambre y las enfermedades, con miles de personas en la cárcel o a la espera de su ejecución, mientras otros hacían desaparecer los trazos de su pasado republicano para evitar su detención y donde la mayor parte de la población dependía para su subsistencia del estraperlo, aumentando así su vulnerabilidad ante las presiones del estado». Por eso en ambos casos la actividad clandestina se centró en ayudar a sus militantes encarcelados y a sus familias, proporcionándoles dinero y buscando la manera de liberarlos o de reducirles la pena, y en dar cobijo a los perseguidos por la policía.
Sin embargo, la primera organización unitaria de la oposición al franquismo, la Alianza Democrática Española (ADE), fue promovida por un grupo de republicanos exiliados y su directorio, constituido en el verano de 1940, tenía su sede en Londres. Pero en realidad, «la ADE apenas era otra cosa que la fachada para las actividades de los servicios secretos británicos de información y sus colaboradores españoles en el interior». Tuvo una corta vida porque la policía franquista logró infiltrarse en la organización y detuvo a unas 200 personas en Valencia, Madrid y otras ciudades —diez fueron condenadas a muerte de las cuales tres fueron fusiladas en Paterna en noviembre—. Tras la invasión de Francia la red de agentes de la ADE, que funcionaba desde el Midi, se desmanteló, y el gobierno británico dejó de prestarle su apoyo por lo que desapareció a finales de 1940 .
En cuanto a los anarquistas, el primer comité del interior lo formó Esteban Pallarols, que había conseguido escapar del campo de Albatera, y que se ocupó de crear una red clandestina para pasar a Francia a los presos que conseguía sacar de los campos de concentración mediante documentos falsos. Pallarols fue detenido por la policía y condenado a muerte, siendo fusilado el 18 de julio de 1943. Ocupó su puesto Manuel López López, pero este dimitió al poco tiempo a causa de la tuberculosis que había contraído durante su estancia en el campo de Albatera, siendo sustituido por Celedonio Pérez Bernardo. Este también fue detenido al poco tiempo, siendo juzgado en septiembre de 1942 y condenado a treinta años de cárcel. Le sustituyó Manuel Amil Barcia, pero este, acechado por la policía, tuvo que abandonar Madrid para refugiarse en Andalucía, por lo que las funciones del comité nacional fueron asumidas por la organización de Madrid encabezada por Eusebio Azañedo, quien entró en contacto con la CNT de Valencia, que se había reorganizado, y con la de CNT de Cataluña, cuya situación era menos brillante y bastante confusa debido a la existencia de dos comités regionales. A causa de la delación de un confidente Acebedo fue detenido en Madrid en el verano de 1943, por lo que Amil volvió a la capital para hacerse cargo de nuevo de la secretaría general del comité nacional.

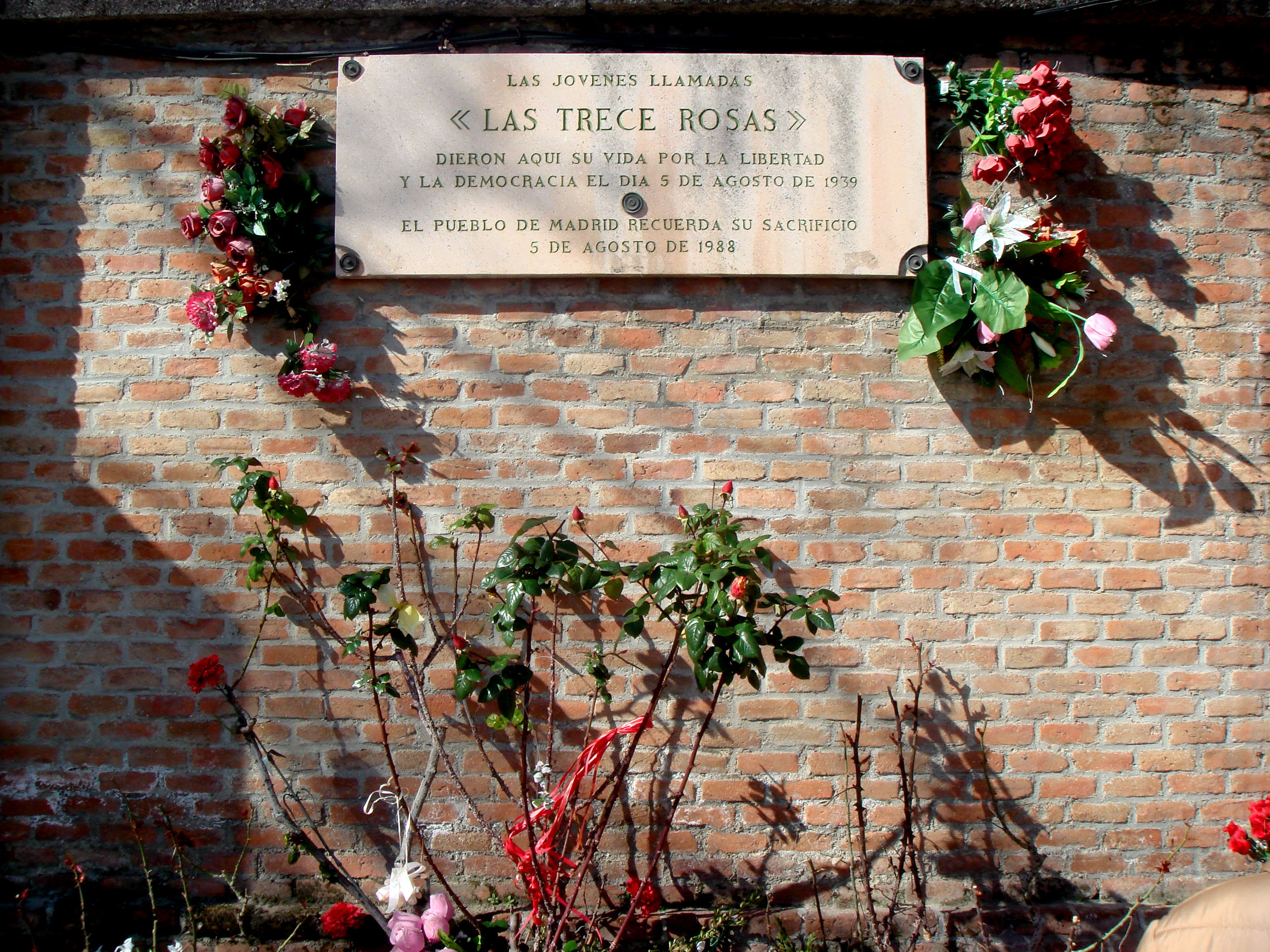
Monumento a las Trece Rosas, en el cementerio de la Almudena de Madrid.

En cuanto a los comunistas, la primera organización del partido que se constituyó en la clandestinidad fue en Madrid donde nada más acabar la guerra se formó un comité provincial encabezado por Matilde Landa e integrado por varias militantes, algunas de ellas jóvenes pertenecientes a las JSU. Algunos de sus miembros fueron detenidos por la policía, que había conseguido los ficheros de la organización juvenil comunista, siendo acusados sin ninguna prueba de haber estado preparando un atentado contra el general Franco para el Desfile de la Victoria que se celebraría el 19 de mayo, por lo que un tribunal militar los sentenció a muerte y fueron fusilados. Otros fueron acusados de estar implicados en el atentado contra el comandante Isaac Gabaldón, cuando viajaba en su coche cerca de Talavera de la Reina. El 4 de agosto se celebró en Madrid un primer consejo de guerra sumarísimo en el que fueron condenados a muerte 65 de los 67 acusados, siendo fusilados al día siguiente 63, entre ellos trece mujeres jóvenes, algunas menores de edad, que serían conocidas como «Las trece rosas». Matilde Landa también fue detenida, así como Enrique Sánchez y José Cazorla, dirigentes de las JSU, que habían constituido la primera «delegación del comité central», el término empleado para referirse a la dirección comunista clandestina del interior de España ——Sánchez y Cazorla fueron fusilados el 8 de abril de 1940, mientras que Landa vio conmutada su pena por 30 años de cárcel, pero a mediados de 1942 no pudo soportar más la presión psicológica a que le sometían las guardianas y la dirección de la prisión de Palma de Mallorca y se suicidó. 
La siguiente tentativa del PCE de dotarse de una dirección en la clandestinidad fue obra de Heriberto Quiñones, escapado del campo de Albatera. Quiñones formó el comité del interior en mayo de 1941 y del que también formaban parte  Luis Sendín, y Julio Vázquez —este último fue detenido por la policía el 16 de julio, siendo sustituido por Realino Fernández López Realinos, del Partido Comunista de Euskadi—. Por esas mismas fechas, mediados de mayo, llegaron a Lisboa varios cuadros comunistas enviados por la dirección del PCE en México para hacerse cargo de la organización del interior. Pero cuatro meses después la policía portuguesa detuvo al «grupo de Lisboa» y la española al comité de Quiñones junto con doscientos militantes comunistas más —el propio Quiñones fue detenido el 30 de diciembre de 1941 en la madrileña calle de Alcalá junto con Ángel Garvín, que había ocupado el puesto de Realinos —detenido con anterioridad— en la dirección del interior. Todos los dirigentes del interior capturados fueron condenados a muerte y fusilados, así como los miembros del «grupo de Lisboa», que habían sido extraditados a España, excepto uno de ellos que moriría en la cárcel en 1947. La reacción de la dirección del PCE en el exilio ante este desastre fue acusar a Quiñones de ser un traidor que había delatado a la policía a sus compañeros del «grupo de Lisboa». A esta gravísima acusación se sumó la de «trotskista» —el peor calificativo que podía recibir un comunista en los tiempos de la ortodoxia estalinista—.
Tras la caída de Quiñones Jesús Bayón, antiguo colaborador de este, asumió la dirección comunista en el interior de la que también formaron parte otros antiguos «quiñonistas» que habían conseguido eludir las detenciones, como Calixto Pérez Doñoro. En junio de 1942, Bayón fue sustituido por Jesús Carreras, enviado por la dirección del PCE en Francia, cuya influencia se hizo notar cada vez más en la organización del interior gracias a la labor de Jesús Monzón y de su adjunto Gabriel León Trilla que habían reconstruido el PCE en el Midi francés, entonces bajo el régimen colaboracionista de Vichy, y cuyo órgano de prensa, editado a partir de agosto de 1941 de forma clandestina, llevaba el significativo título de La Reconquista de España. Pero en febrero de 1943 Carreras, delatado por un confidente de la policía, fue detenido en Madrid y torturado, y tras él el resto de la dirección nacional en Madrid, incluidos Bayón y Pérez Doñoro, y un número importante de militantes comunistas en activo, así como la plana mayor de las JSU. Por segunda vez en menos de dos años el PCE vio desmantelada su organización en el interior.
Los socialistas tardaron mucho más en reorganizarse que los anarquistas y los comunistas. El primer núcleo que se reconstituyó fue el del País Vasco gracias al trabajo clandestino de Nicolás Redondo Blanco y de Ramón Rubial. En  Asturias, donde la represión fue más fuerte debido a la mayor presencia de la Guardia Civil y del Ejército que combatían al maquis, no se constituyó su primer comité provincial hasta 1944. En Madrid se formó un tercer núcleo socialista gracias al impulso de Sócrates Gómez.

### La oposición republicana del exilio
Diego Martínez Barrio consiguió aglutinar a buena parte de los republicanos de izquierda del exilio —Unión Republicana, Izquierda Republicana, y Partido Republicano Federal— con la creación en México de la Acción Republicana Española, cuyo primer manifiesto se hizo público el 14 de abril de 1941, décimo aniversario de la proclamación de la Segunda República Española, en el que acababa haciendo un llamamiento a las democracias occidentales para que ayudaran a derribar a Franco porque «sin una España libre no será posible una Europa libre». El punto fundamental en que divergía la propuesta de la ARE de la del socialista Indalecio Prieto, que había desplazado de la dirección del PSOE y de la UGT al sector «negrinista», era que propugnaba la reconstrucción de un gobierno republicano que se presentara a los aliados como alternativa a Franco, mientras que este último defendía la celebración de un referéndum sobre la forma de gobierno para atraerse el apoyo de los monárquicos.

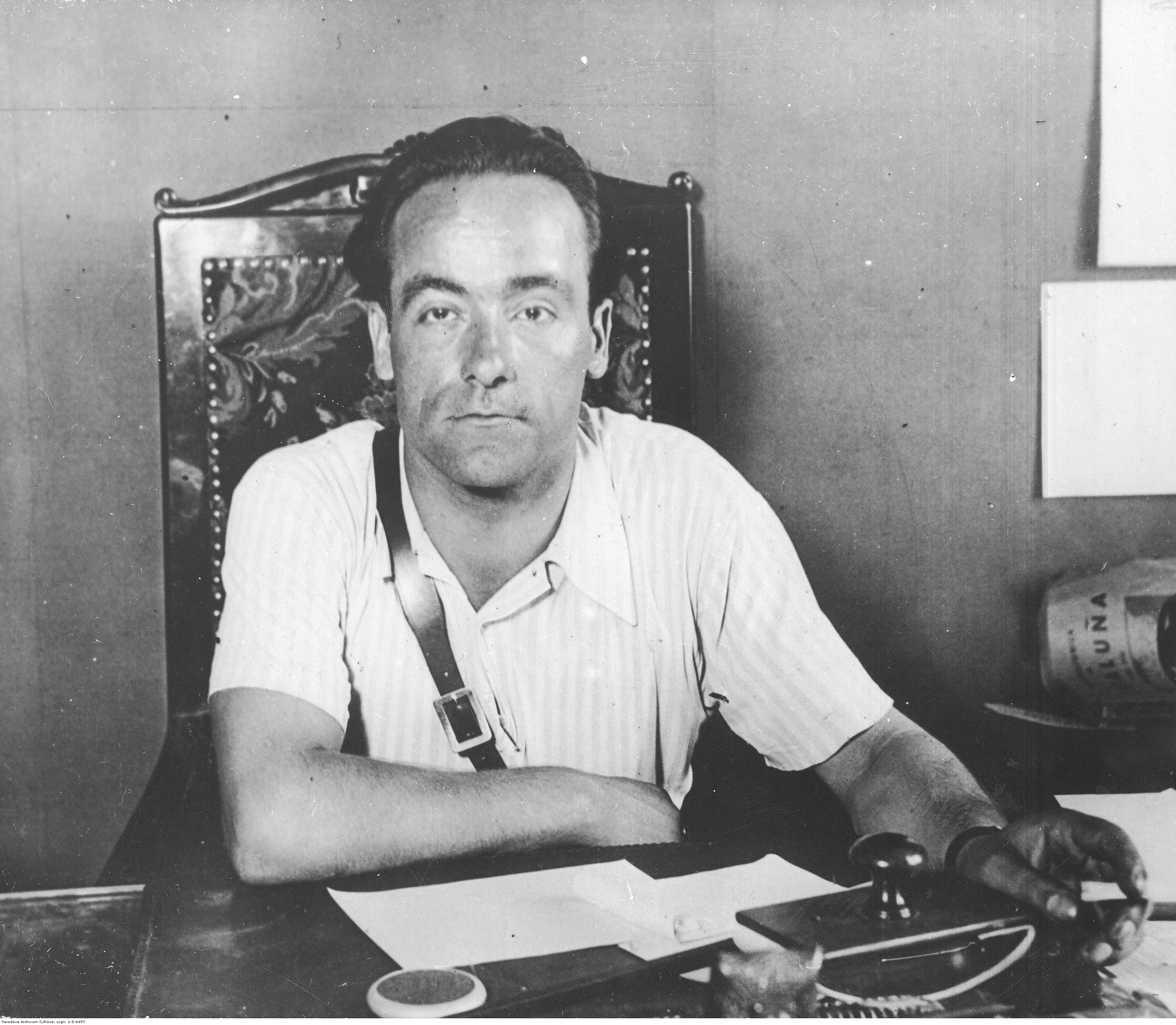
Juan García Oliver, líder del sector "colaboracionista" del Movimiento Libertario, cuando fue ministro de Justicia del gobierno de Largo Caballero durante la guerra civil española.

Los anarquistas también llevaron a cabo su propio proceso de unificación iniciado antes de que acabara la guerra con la creación en Francia el 26 de febrero de 1939 del Movimiento Libertario, integrado por la CNT, la FAI y la FIJL. Pero en la primavera de 1942 el Movimiento Libertario del exilio vivió una grave crisis al estallar las tensiones latentes desde el final de la guerra entre los «colaboracionistas» encabezados por Juan García Oliver y Aurelio Fernández, y los «apolíticos» que apoyaban al consejo nacional con sede en París que presidían Germinal Esgleas y Federica Montseny. En una reunión que mantuvieron en México los primeros presentaron un documento para su discusión titulado «Ponencia» pero salieron derrotados, por lo que decidieron formar su propia organización, una nueva CNT, que contó como órgano de prensa el periódico CNT, mientras que el portavoz de los «anticolaboracionistas» fue Solidaridad Obrera.
Los comunistas desde la firma del pacto germano-soviético en agosto de 1939 permanecieron aislados del resto de fuerzas de la oposición republicana al defender una política basada en la consideración de la Segunda Guerra Mundial como una «guerra imperialista» en la que el pueblo español no debía intervenir. Solo después de la invasión de la Unión Soviética en junio de 1941 comenzaron a romper su aislamiento al defender ahora que la guerra mundial era una guerra de agresión de los nazis para «liquidar, uno a uno, a todos los países libres», entre los que los comunistas incluían a la Unión Soviética, «para conseguir sus anhelos de hegemonía en el mundo», tal como se explicaba en un artículo publicado en Nuestra Bandera con el significativo título de «Hagamos de toda España un gran frente contra Franco y contra Hitler». En consecuencia el PCE propuso el 1 de agosto de 1941 la formación de una «Unión Nacional de todos los españoles contra Franco, los invasores italo-germanos y los traidores» que aglutinaría a todos los españoles sin distinciones, por lo que el llamamiento también iba dirigido a los militares monárquicos y a todos los elementos conservadores que quisieran apartarse de la política franquista.
El primer fruto de esta nueva doctrina fue la Unión Democrática Española (UDE), constituida en México en febrero de 1942 e integrada por el PCE y los sectores «negrinistas» del PSOE y la UGT, de Izquierda Republicana (IR), la Unión Republicana (UR), el Partido Republicano Federal (PRF) y la Unió de Rabassaires —por su parte los comunistas catalanes del PSUC formaron en mayo su propia UDE con el nombre de Aliança Nacional de Catalunya (ANC)—. Pero en septiembre de 1942 el PCE dio un nuevo giro a su política al hacer público un manifiesto en el que ya no se mencionaba ni al gobierno de Juan Negrín ni a la Constitución de 1931 y en su lugar se proponía la celebración de «elecciones democráticas» para constituir una «asamblea constituyente que elabore la carta constitucional que garantice la libertad, la independencia y la prosperidad de España». Según Hartmut Heine, este nuevo viraje respondía a la política de Stalin de considerar a la península ibérica «como parte indiscutible de la esfera de influencia de Occidente o, mejor dicho, de Inglaterra». Juan Negrín respondió rompiendo con los comunistas, lo mismo que los republicanos refugiados en Gran Bretaña. Así en febrero de 1943 la UDE se disolvió. Sin embargo, los socialistas y los republicanos «negrinistas», a diferencia del propio Negrín, no rompieron completamente sus vínculos con el PCE.

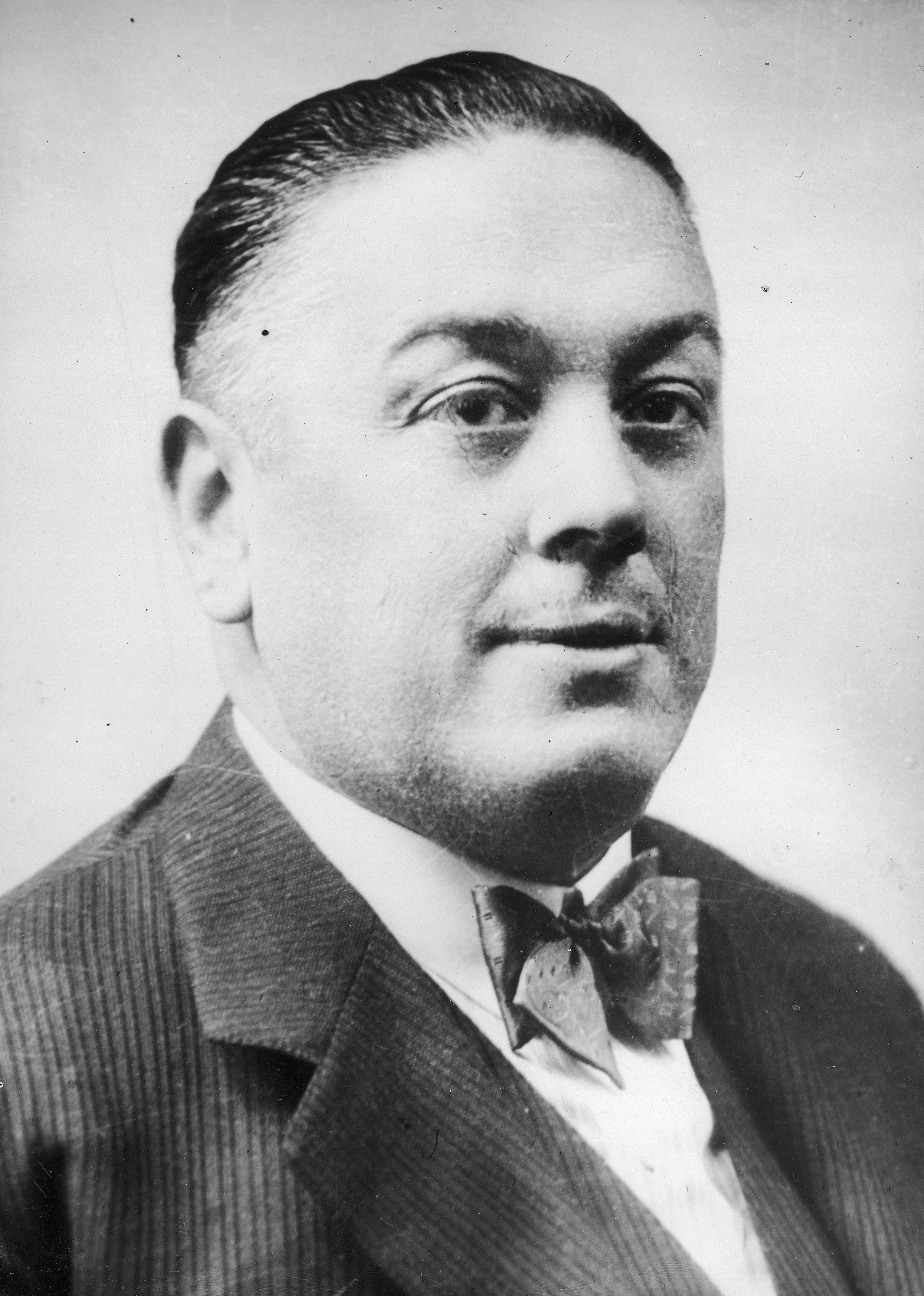
Diego Martínez Barrio, presidente de las Cortes republicanas en el exilio y fundador de Acción Republicana Española.

Por iniciativa de Diego Martínez Barrio, el 20 de noviembre de 1943 se presentó en México la Junta Española de Liberación integrada por los socialistas «prietistas» y los republicanos de la ARE, lo que constituyó «la primera alianza relativamente amplia de las fuerzas republicanas en el exilio» desde el final de la guerra civil Sin embargo, la JEL no aglutinaba a todas las fuerzas antifranquistas del exilio, ya que habían quedado fuera de ella el PCE y los socialistas y republicanos «negrinistas».
Por su parte el PCE impulsó la Unión Nacional Española que pretendía encuadrar a todas las fuerzas antifranquistas, tanto republicanas como monárquicas La liberación de Francia en el verano de 1944 llevó a la UNE a considerar que había llegado el momento de poner en marcha la invasión de España una vez que los alemanes habían abandonado los puestos fronterizos y habían sido sustituidos por miembros de la Gendarmerie Nationale. La operación ideada por Jesús Monzón y sus consejeros políticos y militares consistía en un ataque frontal a las defensas fronterizas de los Pirineos para establecer varias cabezas de puente de la «España liberada», lo que debía provocar una insurrección popular en todo el país. Recibió el nombre en clave de Operación Reconquista de España y en ella iban a participar lo 9.000 miembros españoles del maquis francés, integrados desde mayo de 1944 en la Agrupación de Guerrilleros Españoles (AGE).
La operación se inició entre los días 3 y 7 de octubre con la invasión del valle del Roncal a la que siguió una semana después la incursión por el sector comprendido entre Hendaya y Saint Jean-de-Pied-de-Port, en el País Vasco, pero en ambos casos los guerrilleros encontraron una fuerte resistencia y acabaron retirándose unos días después.  El 17 de octubre comenzó el ataque principal en el Valle de Arán por una fuerza de 3.000 a 4.000 guerrilleros al mando de Vicente López Tovar, pero también tuvieron que retirarse, y solo un pequeño número logró salvar el cerco e integrarse en los grupos del maquis que actuaban en el interior de España.
El buró político del PCE responsabilizó del desastre a Jesús Monzón y ordenó acabar con la UNE aunque no fue oficialmente disuelta hasta el 25 de junio de 1945. Monzón, temiendo por su vida desobedeció la orden perentoria de que regresara a Francia y deambuló por el interior de España hasta que fue detenido y condenado a treinta años de cárcel. Su colaborador más cercano, Gabriel León Trilla, fue asesinado en Madrid el 6 de septiembre de 1945 por agentes comunistas cumpliendo órdenes de la dirección del PCE. La misma suerte corrieron otros dos cuadros «monzonistas»: Alberto Pérez Ayala fue asesinado en Madrid el 15 de octubre de 1945; Pere Canals nada más cruzar la frontera francesa.
Ese mismo mes de octubre de 1944 se hizo público el acuerdo alcanzado entre libertarios, anarquistas y republicanos del interior que daba nacimiento a la Alianza Nacional de Fuerzas Democráticas (ANFD) cuyo objetivo era la formación de un gobierno provisional que restableciera las libertades democráticas y convocara elecciones generales, por lo que se mostraba dispuesta a pactar con las fuerzas monárquicas sin poner como condición la restauración de la República. Así durante los últimos meses de 1944 los tres miembros del comité nacional de la ANFD mantuvieron contactos con los generales monárquicos Aranda, Kindelán, Saliquet y Alfonso de Orleáns y Borbón, todos ellos convencidos de que el régimen franquista no sobreviviría a la derrota de las potencias del Eje. Sin embargo, las conversaciones pronto llegaron a un callejón sin salida porque los generales pretendían que las fuerzas representadas en la ANFD aceptaran la restauración de la monarquía sin formar un gobierno provisional y sin que hubiera un referéndum sobre la forma de gobierno. Pero el fracaso final de las mismas se debió sobre todo a la oleada de detenciones que llevó a cabo la policía franquista a finales de 1944 y principios de 1945 que llevaron a la cárcel a los dirigentes de la ANFD, al comité nacional del Movimiento Libertario y a la ejecutiva del PSOE, así como a destacados políticos monárquicos que habían mantenido contactos con aquellos.

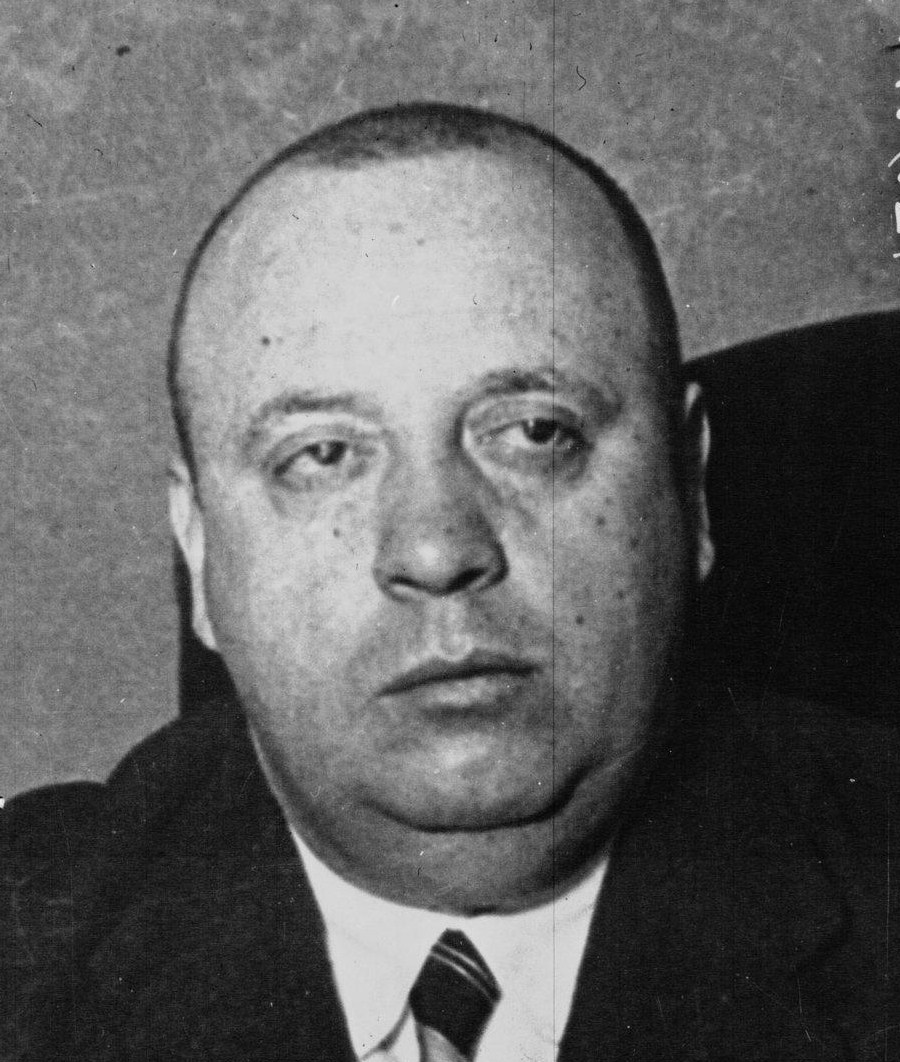
Indalecio Prieto, que consiguió impedir que las Cortes republicanas aprobaran la formación de un Consejo Nacional de la República, que hiciera las veces de gobierno en el exilio.

Al mes siguiente del nacimiento de la ANFD, Martínez Barrio anunció en México la convocatoria de una reunión de las Cortes de la República, la primera desde el fin de la guerra civil, para el 10 de enero de 1945 con el objetivo de crear un Consejo Nacional de la República Española. Asistieron 72, de los 205 que vivían en el exilio (104 residían en España, y 88 habían muerto en la guerra, 60 ejecutados por el bando sublevado y 28 por el bando republicano). Los socialistas «prietistas» arguyeron que no existía el quórum suficiente para dar validez a la reunión —se negaron a contabilizar a los 49 diputados que no habían podido asistir pero que se habían adherido por escrito—  por lo que no se pudo aprobar la creación del Consejo Nacional de la República Española y la siguiente reunión prevista quedó aplazada sine die.

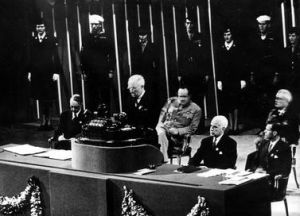
El presidente estadounidense Harry Truman dirigiéndose a los participantes en la Conferencia de San Francisco, de la que el régimen franquista fue excluido, y a la que sí asistieron como invitados destacados políticos republicanos.

Así pues, cuando se celebró la Conferencia de Yalta, entre el 4 y el 11 de febrero de 1945, no existía algo parecido a un gobierno provisional republicano. En la misma los tres grandes (Unión Soviética, Estados Unidos y Gran Bretaña) acordaron «que todos los países liberados y los que actuaron en la órbita del nazismo elijan libremente a sus gobiernos por medio de elecciones libres», lo que suponía una amenaza directa para el régimen franquista. Tras conocerse el acuerdo la Junta Española de Liberación hizo público el 14 de febrero un manifiesto en el que pedía que los aliados «quitaran de en medio el obstáculo de la dictadura franquista», para que España pudiera integrarse en las Naciones Unidas. De hecho el 10 de marzo de 1945 el presidente Roosevelt informó a su embajador en Madrid Norman Armour que «nuestra victoria frente a Alemania conllevará el exterminio del nazismo e ideologías afines» por lo que «no hay lugar en las Naciones Unidas para un gobierno fundado en los principios del fascismo». Inmediatamente Armour comunicó al ministro de Asuntos Exteriores español el contenido de la carta de Roosevelt.
Así el régimen franquista quedó excluido de la conferencia de San Francisco que daría nacimiento a la ONU, y a la que sí fueron invitados como observadores políticos republicanos del exilio. El 19 de junio la Conferencia aprobó una resolución a propuesta del delegado mexicano, y con el apoyo de los delegados francés y estadounidense, en la que se condenó a todos los regímenes que habían surgido gracias al apoyo de la Alemania nazi y de la Italia fascista, una referencia directa a la dictadura franquista.

### La oposición monárquica

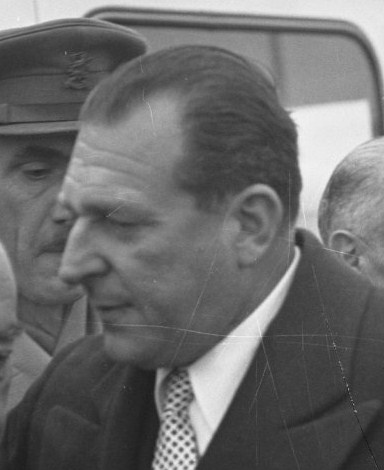
Juan de Borbón, pretendiente al trono de España.

Tras superarse la crisis de mayo de 1941 los militares monárquicos comenzaron a presionar a Franco para que diera paso a la monarquía. En julio de ese mismo año formaron una junta integrada por cinco generales presidida por el general Luis Orgaz, Alto Comisario Español en Marruecos, aunque el cerebro de la misma era el general Aranda. Sin embargo, entre los conspiradores, a los que se habían unido destacados políticos monárquicos como Pedro Sainz Rodríguez, existían numerosas discrepancias tanto sobre la composición del hipotético gobierno provisional que se formaría tras el abandono del poder de Franco —con predominio de los militares, como defendía el general Aranda, o de los civiles como propugnaba Sainz Rodríguez— como sobre sus objetivos —Aranda se contentaba con disolver la Falange y Sainz Rodríguez defendía la restauración inmediata de la monarquía—.
En la reunión que mantuvieron el 22 de noviembre varios de los conjurados se abandonó la idea de formar un gobierno o junta provisional para en su lugar apoyar la constitución de un consejo de regencia que asegurara la restauración de la monarquía. Como esto significaba derribar a Franco varios generales se retiraron y, por otro lado, el gobierno británico, con cuyo respaldo habían contado hasta entonces, tampoco quiso comprometerse. De esta forma la conspiración perdió fuerza.

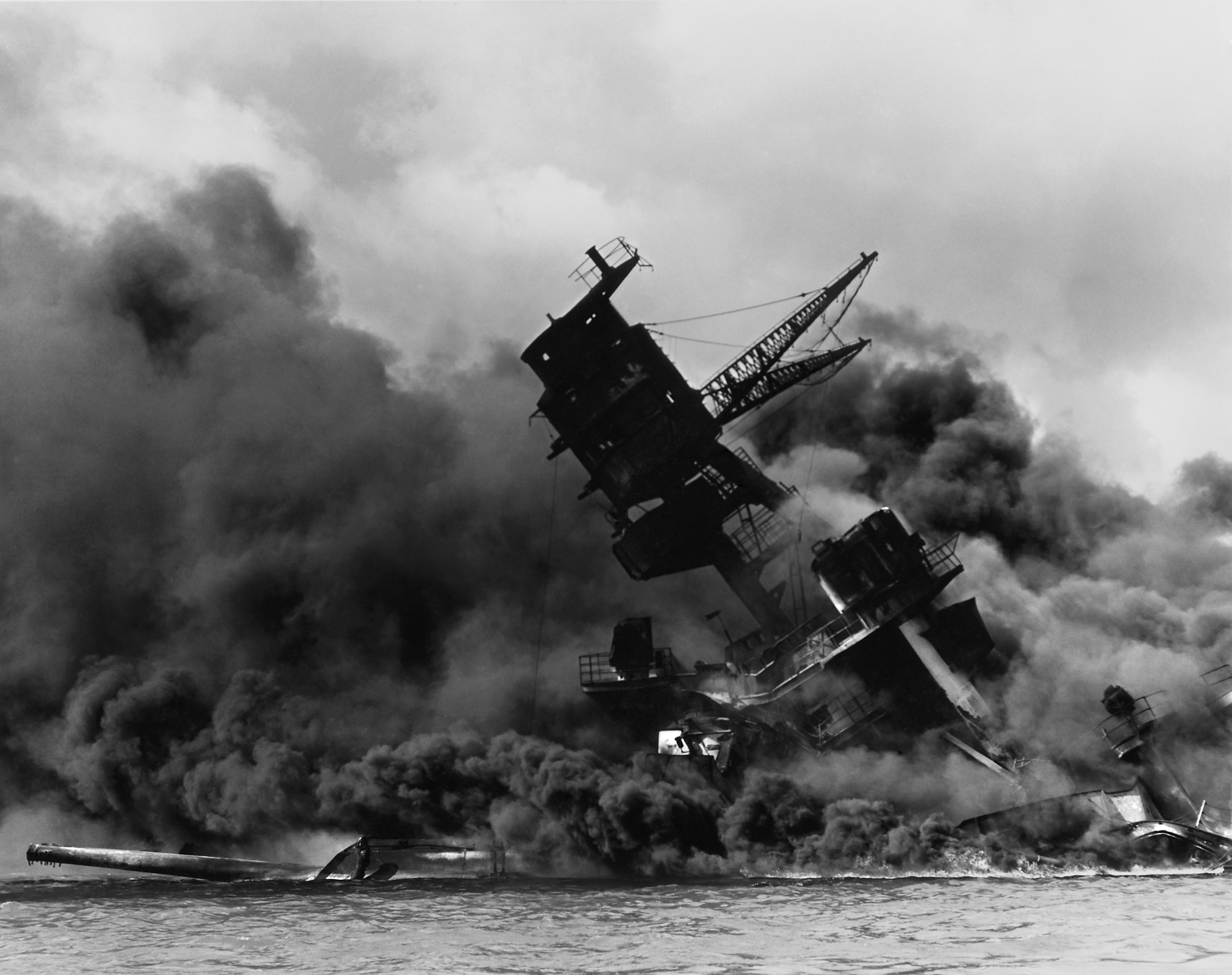
El durante el ataque a Pearl Harbor.

En diciembre de 1941, tras el fracaso alemán en la toma de Moscú y la entrada en la guerra de Estados Unidos a causa del ataque japonés a Pearl Harbor —que fue aplaudido por el gobierno español mediante el envío de un telegrama de felicitación a Tokio—, los generales monárquicos volvieron a presionar al Generalísimo Franco en la reunión del Consejo del Ejército que se celebró el día 15. Y el 26 de enero de 1942 el general Kindelán pronunció un discurso en la Capitanía General de Barcelona en el que le pidió al Caudillo la restauración de la monarquía como único medio para conseguir la «conciliación y la solidaridad» necesarias «entre los españoles». Franco, que estaba furioso, no reaccionó de inmediato y prefirió esperar. En junio de 1942 empezó a actuar y obligó a abandonar el país a Sainz Rodríguez y a Eugenio Vegas Latapié, los dos cabecillas civiles de la conspiración.
El 11 de noviembre de 1942, solo dos días después del inicio de la desembarco aliado en Marruecos y en Argelia, don Juan de Borbón, legítimo heredero de la Corona de España tras la abdicación y muerte de su padre el rey Alfonso XIII, manifestó por primera vez públicamente su aspiración a ocupar el trono e inició el distanciamiento con el régimen franquista, al que hasta entonces había apoyado. Fueron unas declaraciones al periódico suizo Journal de Genève, que serían conocidas como el Manifiesto de Ginebra. «Atrás quedaban las afinidades ideológicas con Acción Española y se presentaba allí un hombre que anhelaba ser el rey de todos los españoles y no sólo de un bando, y que consideraba su misión principal conseguir la reconciliación de la nación, eliminando las causas que la mantenían dividida».

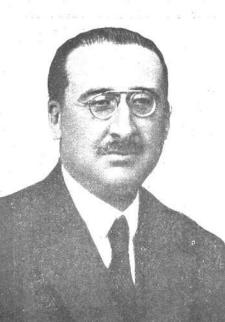
Manuel González Hontoria, miembro del comité monárquico que se formó en marzo de 1943 para promover la causa de don Juan de Borbón.

El mismo día en que apareció el «manifiesto de Ginebra» el general Kindelán se entrevistaba con Franco en Madrid para pedirle en su nombre y en el del resto de generales monárquicos (Gómez Jordana, Dávila, Aranda, Orgaz, Vigón y Varela) que proclamase la monarquía y se declarase regente. «Franco apretó los dientes y respondió en un tono conciliador y taimado. Negó cualquier compromiso formal con el Eje, afirmó que no deseaba permanecer más de lo necesario en un cargo que cada día encontraba más desagradable y confesó que quería que don Juan fuera su sucesor». Dos meses después destituyó al general Kindelán de su puesto al frente de la Capitanía General de Cataluña, nombrándolo director de la Escuela Superior del Ejército, que no tenía mando directo sobre tropas. Fue sustituido por el falangista general Moscardó.
En la primavera de 1943 se vio la primera muestra de la campaña semiclandestina que se desarrolló a favor de don Juan. Aparecieron en Madrid unas octavillas, imitando a las tarjetas postales, en las que aparecía una foto y la biografía del pretendiente, junto con un fragmento de uno de sus discursos. Por esas mismas fechas se formó un comité monárquico integrado por Alfonso García Valdecasas, Germiniano Carrascal, Joan Ventosa i Calvell, Manuel González Hontoria y José María Oriol, que representaba al sector de la Comunión Tradicionalista que encabezaba el conde de Rodezno.
El 15 de junio de 1943, 27 procuradores de las Cortes franquistas le dirigieron a Franco un escrito en el que en un tono adulatorio —«casi servil»— le animaban a «coronar su misión» restaurando la Monarquía. La respuesta del Caudillo fue destituirlos a todos de los cargos oficiales que ostentaban y mandar detener al promotor de la carta, el marqués de la Eliseda. Otro de los promotores —considerado también como el autor material del escrito— Francisco Moreno Zulueta, conde de los Andes, fue desterrado a la isla de la Palma.
La caída de Mussolini el 25 de julio de 1943 y el armisticio entre Italia y las fuerzas armadas aliadas del 3 de septiembre dio un nuevo impulso a la causa monárquica. El 2 de agosto don Juan envió un telegrama al general Franco conminándole a que abandonara el poder y que diera paso a la Monarquía «porque no hay tiempo que perder», lo sucedido en Italia «puede servirnos de aviso». El general Franco le contestó inmediatamente mediante otro telegrama que acababa con una velada amenaza:

La gravedad de vuestro telegrama aconseja, en servicio de la Patria, la máxima discreción en el príncipe, evitando todo acto o manifestación que pueda tender a menoscabar el prestigio y la autoridad del Régimen español ante el exterior, y la unidad de los españoles en el interior, lo que redundaría en daño grave para la Monarquía y especialmente para vuestra alteza.

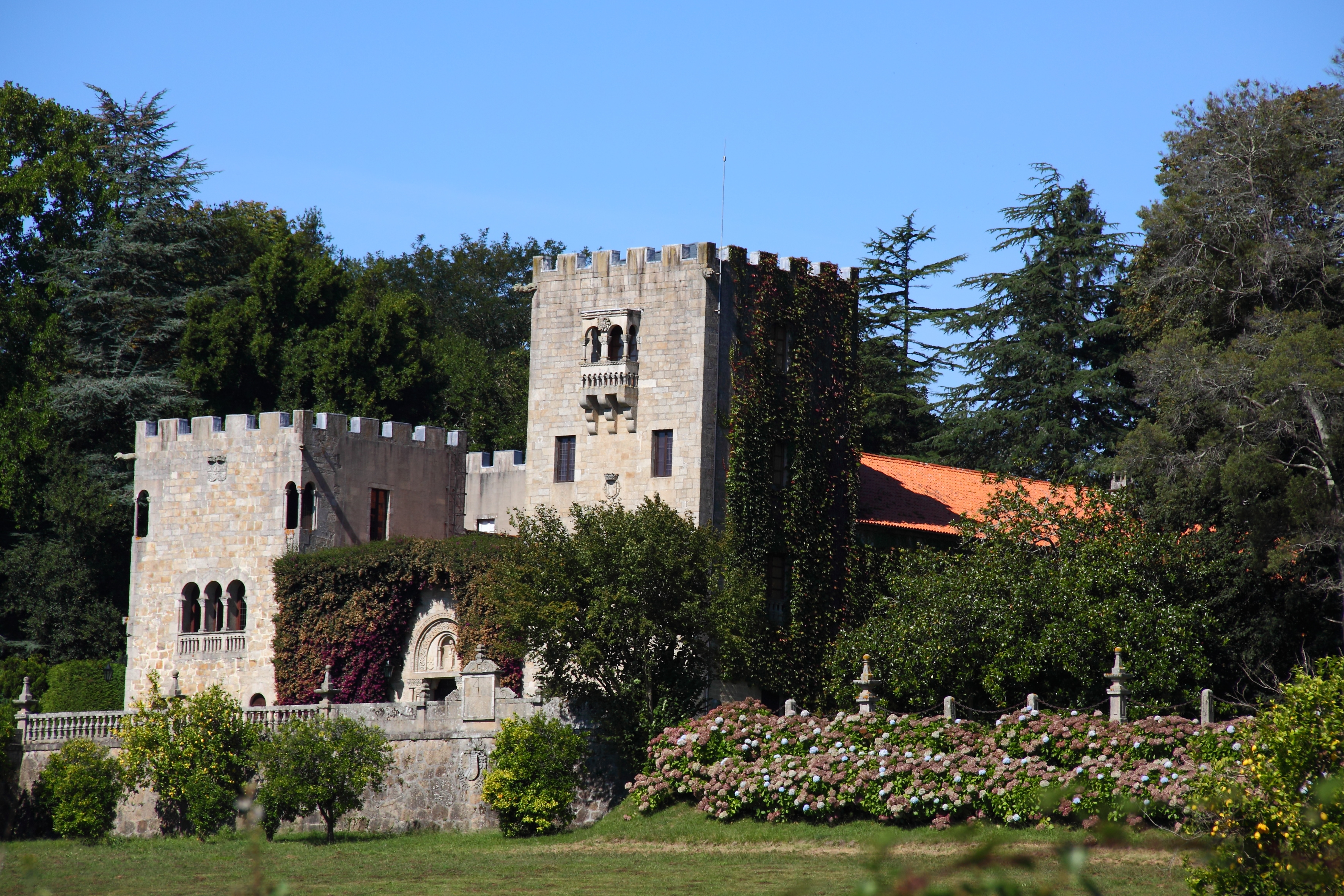
Pazo de Meirás, residencia de verano de Franco.

El momento más crítico para el general Franco se produjo el 8 de septiembre de 1943 cuando recibió una carta firmada por ocho de los doce tenientes generales —Luis Orgaz, Fidel Dávila, José Enrique Varela, José Solchaga, Alfredo Kindelán, Andrés Saliquet, Miguel Ponte, José Monasterio— en la que le pedían en un tono muy atento —la carta iba firmada por «unos viejos camaradas de armas y respetuosos subordinados»— que considerase la restauración de la monarquía —será la única vez en 39 años que la mayoría de los generales le pedían a Franco que renunciara—. Se la entregó el general Asensio aunque la idea inicial había sido que la petición la presentara en persona el general Luis Orgaz el mes anterior en una visita al pazo de Meirás. Pero Franco no hizo la más mínima concesión y se limitó a esperar y a situar en los puestos clave a militares fieles a su persona. Cuando habló con los tenientes generales uno por uno solo Kindelán, Orgaz y Ponte se mantuvieron firmes en su postura, mientras que los otros vacilaron, y el general Saliquet llegó a decirle incluso que le habían presionado para que firmase. «Hacia mediados de octubre de 1943 la tormenta había pasado».
En marzo de 1944 un numeroso grupo de catedráticos y profesores de Universidad escribieron al «rey» Juan de Borbón: «En la Monarquía y en la persona de V.M. está nuestra esperanza de un Régimen estable». La respuesta de Franco fue ordenar el destierro de cuatro de los firmantes, catedráticos de la Universidad de Madrid: Julio Palacios, Alfonso García Valdecasas, Jesús Pabón y Juan José López Ibor.
Finalmente, después de casi un año sin haber hecho ninguna declaración, don Juan hizo público el 19 de marzo de 1945 el Manifiesto de Lausana en el que rompió con el franquismo. En él manifestaba que el régimen fraquista «es fundamentalmente incompatible con las circunstancias presentes está creando en el mundo», es decir, con la victoria aliada, por lo que pedía a Franco que dejara paso a la «Monarquía tradicional» pues solo ella «puede ser instrumento de paz y de concordia para reconciliar a los españoles».
El manifiesto fue silenciado por la prensa y la radio españolas, aunque sí lo difundió la BBC. El 25 de marzo don Juan pidió a sus partidarios que dimitieran de sus cargos, pero solo lo hicieron dos de ellos: el duque de Alba, que renunció a la embajada en Londres y que comentó Franco «no quiere sino sostenerse a perpetuidad; es infatuado y soberbio. Todo lo sabe y confía en el juego internacional temerariamente»; y el general Alfonso de Orleáns y Borbón, duque de Sevilla, que dimitió de su cargo de inspector de las fuerzas aéreas. La reacción del general Franco fue inmediata. Desterró al general de Orleáns a la finca que poseía en Cádiz y envió dos emisarios, los católicos Alberto Martín Artajo y Joaquín Ruiz Giménez, a que comunicaran a don Juan el total apoyo del Ejército, de la Iglesia, del partido único FET y de las JONS y de la mayoría de los monárquicos al régimen franquista. El 20 de marzo convocó el Consejo Superior del Ejército que estuvo reunido tres días y allí rechazó la petición de Kindelán de que se restaurara la monarquía —«Mientras yo viva nunca seré una reina madre», le dijo—.

## La oposición al franquismo de 1945 a 1950

### La oposición del interior: el «maquis»

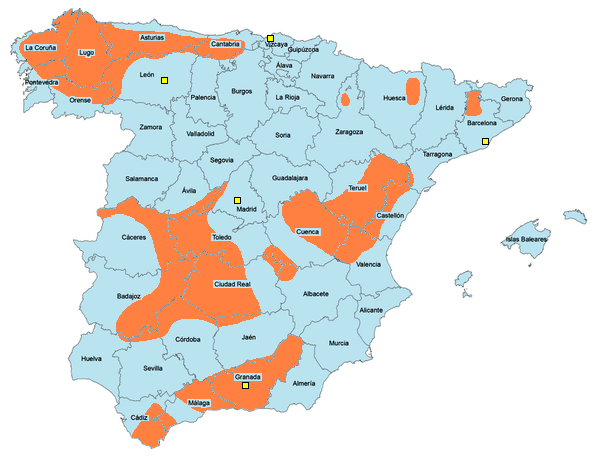
Áreas donde actuó el maquis.

Las declaraciones de condena del régimen franquista por parte de los aliados —en la Conferencia de Potsdam los tres grandes (Stalin, Truman y Churchill —sustituido por Attlee—) acordaron no apoyar «ninguna solicitud de ingreso en la ONU del presente Gobierno español, el cual, habiendo sido establecido con el apoyo de las potencias del eje, no posee, en razón de sus orígenes, su naturaleza, su historial y su asociación estrecha con los países agresores, las cualidades necesarias para justificar ese ingreso»— despertaron enormes expectativas entre la oposición republicana del exilio y del interior, lo que se tradujo entre otras cosas en un aumento de la actividad del «maquis».
Para hacer frente a la actividad guerrillera el régimen estableció controles sobre los movimientos de la población y en abril de 1947 se promulgó la Ley de Bandidaje y Terrorismo en cuyo preámbulo se decía que pretendía utilizar «especiales medidas de represión» para combatir «las más graves especies delictivas de toda situación de posguerra, secuela de la relajación de los vínculos morales y de la exaltación de los impulsos de crueldad y acometividad de gentes criminales e inadaptadas». En el articulado se establecían los supuestos en los que se aplicaría la pena de muerte a los «malhechores» —o «bandidos»—, que no solo incluía el haber matado a alguien, sino también esgrimir «un arma de guerra» o detener «viajeros en despoblado».
Tanto los guerrilleros como las unidades del Ejército y de la Guardia Civil que los combatían recurrieron a las represalias, «alcanzando con frecuencia a una población civil aterrorizada». «Un guerrillero capturado tenía pocas posibilidades de seguir con vida» pero tampoco las tenía «un alcalde de pueblo, o un franquista notorio prisionero en una incursión guerrillera». Por otro lado, el régimen franquista utilizó la actividad guerrillera como «prueba» de que la guerra civil continuaba. Así, en un informe de octubre de 1946 Luis Carrero Blanco, el hombre de confianza del Generalísimo, le recomendaba a Franco el empleo de «todos los resortes que el Gobierno y el Movimiento tienen en su mano sobre la base de que es moral y lícito imponerse por el terror cuando éste se fundamenta en la justicia y corta un mal mayor. (…) La acción directa de palizas y escarmientos, sin llegar a graves efusiones de sangre, es recomendable contra los agitadores ingenuos que sin ser agentes del comunismo hagan el juego de éste».

### La oposición republicana del exilio

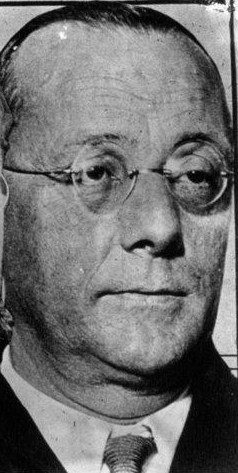
José Giral, presidente del Gobierno de la República en el exilio

Mientras arreciaba la actividad del maquis, se celebró en agosto de 1945 una sesión especial de las Cortes republicanas en México en la que se eligió a Diego Martínez Barrio como presidente de la Segunda República Española en el exilio y se nombró un gobierno presidido por José Giral, del que en principio quedaron excluidos los negrinistas y los comunistas. Sin embargo, el gobierno republicano no fue reconocido por ninguna de las potencias vencedoras ni por la ONU —solo lo fue por los países del Este de Europa bajo la órbita soviética y por México, Venezuela, Panamá y Guatemala—, por lo que José Giral acabaría presentando su dimisión en febrero de 1947 —dos meses después de que en la declaración de condena del franquismo por la ONU de diciembre de 1946 no se hiciera ninguna mención al gobierno republicano en el exilio—. Otra de las razones de su dimisión fue que Giral se oponía a las conversaciones que estaba manteniendo el socialista Indalecio Prieto con José María Gil Robles en representación de los monárquicos.
Por este último motivo la oposición republicana se dividió entre los partidarios de aliarse con los monárquicos y aceptar un referéndum sobre la forma de Estado, y los que siguieron defendiendo la legitimidad republicana. Otro motivo de enfrentamiento fue la estrategia a seguir: si continuar con la lucha guerrillera como fase previa a la insurrección popular (como estaban practicando la CNT, el PSOE y el PCE), o, por el contrario, dar prioridad a la lucha diplomática para forzar una acción internacional de las grandes potencias y la ONU (como defendían los nacionalistas vascos y catalanes, y los partidos republicanos).

### La oposición monárquica
Los monárquicos también recrudecieron su ofensiva tras el Manifiesto de Lausana hecho público por don Juan de Borbón el 19 de marzo de 1945. Sin embargo, la ruptura con el régimen franquista no fue total pues en agosto Eugenio Vegas Latapié en representación de don Juan viajó de incógnito a Madrid donde se entrevistó con Luis Carrero Blanco, el hombre de confianza del Caudillo, aunque no llegaron a ningún acuerdo. El problema para don Juan era que no contaba con una oposición monárquica organizada y unida dentro de España y que el Ejército apoyaba firmemente a Franco como también lo hacían los monárquicos «colaboracionistas». A pesar de todo, la presión monárquica aumentó cuando en febrero de 1946 don Juan trasladó su residencia oficial desde Lausana a Estoril (cerca de Lisboa) y recibió una carta de bienvenida firmada por 458 miembros de la elite española, incluidos dos exministros, lo que causó una honda preocupación en Franco —«es una declaración de guerra», dijo— que acabó rompiendo sus relaciones con don Juan. Por otro lado, el pequeño sector del carlismo encabezado por el conde de Rodezno reconoció a don Juan como su soberano.
En marzo de 1947 se dio a conocer la Ley de Sucesión en la Jefatura del Estado (quinta «ley fundamental» del franquismo), cuyo artículo 2.º otorgaba de modo vitalicio la «Jefatura del Estado» al «Caudillo de España y de la Cruzada, Generalísimo de los Ejércitos» y el artículo 6° confería a Franco el derecho a designar sucesor «a título de Rey o de Regente» «en cualquier momento» y con plena capacidad de revocación de su decisión, con lo que la Monarquía no sería restaurada sino instaurada en las personas de la realeza que el general Franco decidiera, convertido así su sucesor «en un títere del dictador y de sus herederos políticos».

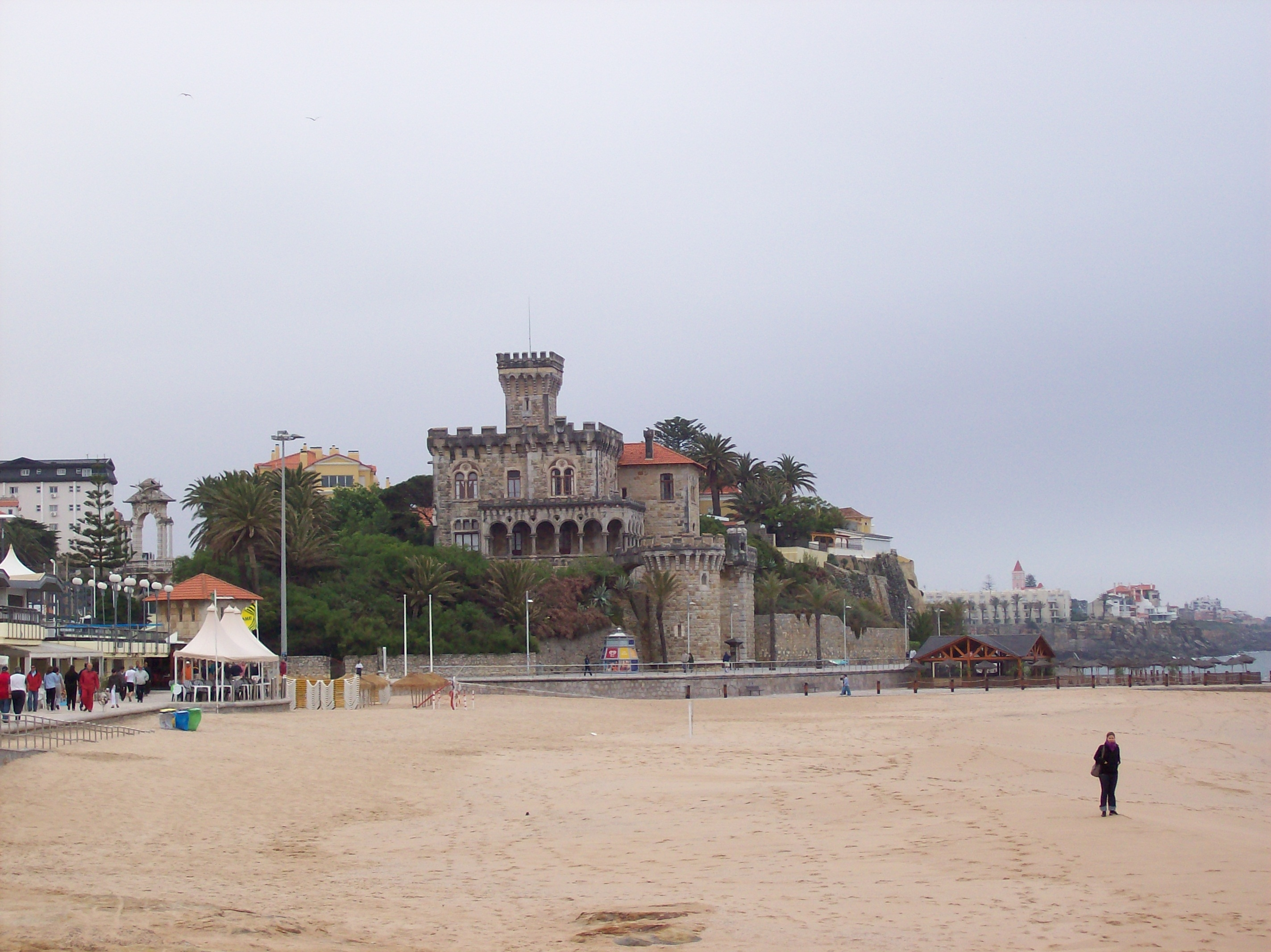
Playa de Estoril (Portugal).

El contenido de la Ley de Sucesión fue conocido por don Juan de Borbón antes de que se hiciera público el proyecto gracias a la entrevista que mantuvo con el enviado de Franco, Luis Carrero Blanco. Al no hacerse mención a ningún derecho dinástico de sucesión, la respuesta de don Juan no se hizo esperar en forma de una nueva declaración —el Manifiesto de Estoril del 7 de abril de 1947— en la que rechazó la Ley y defendió los derechos hereditarios de sucesión al trono, que recaían en su persona. Este mensaje no se hizo público en España, donde la prensa lanzó una campaña contra «el pretendiente». El Manifiesto de Estoril denunciaba que la ley trataba de «convertir en vitalicia» una «dictadura personal» y de disfrazar «con el manto glorioso de la Monarquía un régimen de puro arbitrio gubernativo», y afirmaba el «supremo principio de legitimidad» que recaía en don Juan y «los imprescriptibles derechos de soberanía que la providencia de Dios ha querido que vinieran a confluir» en él. A continuación don Juan se mostraba «dispuesto a facilitar todo lo que permita asegurar la normal e incondicional transmisión de poderes».
Para buscar la legitimidad «democrática» del régimen, la ley fue primero aprobada por las Cortes el 7 de junio, y luego sometida a referéndum el 6 de julio de 1947, produciéndose una altísima participación y el voto afirmativo del 93 % de los votantes como resultado de la propaganda oficial —la única que se permitió— y de otras medidas de presión —por ejemplo, la presentación y sellado de la cartilla de racionamiento como forma de identificación electoral—.

### La derrota de la oposición
El estallido de la «guerra fría» acabó favoreciendo al general Franco, al tener España un nuevo valor estratégico para el bloque del «mundo libre» ante un posible ataque soviético sobre Europa Occidental. En noviembre de 1947, Estados Unidos se oponía con éxito en la ONU a una nueva condena del régimen de Franco y a la imposición de nuevas sanciones. Cuatro meses después, Francia volvía a reabrir la frontera con España, y entre mayo y junio de 1948 se firmaban sendos acuerdos comerciales y financieros con Francia y con Gran Bretaña. A principios de 1949, el régimen franquista recibía el primer crédito concedido por un banco estadounidense con la aprobación de su gobierno —por valor de 25 millones de dólares—. Poco antes había visitado España el presidente del comité de las Fuerzas Armadas del Senado estadounidense.
El proceso de «rehabilitación» de la dictadura franquista se completó formalmente en 1950, después de que en junio de ese año estallara la guerra de Corea, la primera gran confrontación de la «guerra fría». El 4 de noviembre la Asamblea General de la ONU revocó por amplia mayoría —gracias al apoyo estadounidense y a la abstención francesa y británica— la resolución de condena del régimen franquista de diciembre de 1946 . Así en los meses siguientes regresaron a Madrid los embajadores occidentales y se aprobó la entrada de España en los organismos internacionales especializados de la ONU.

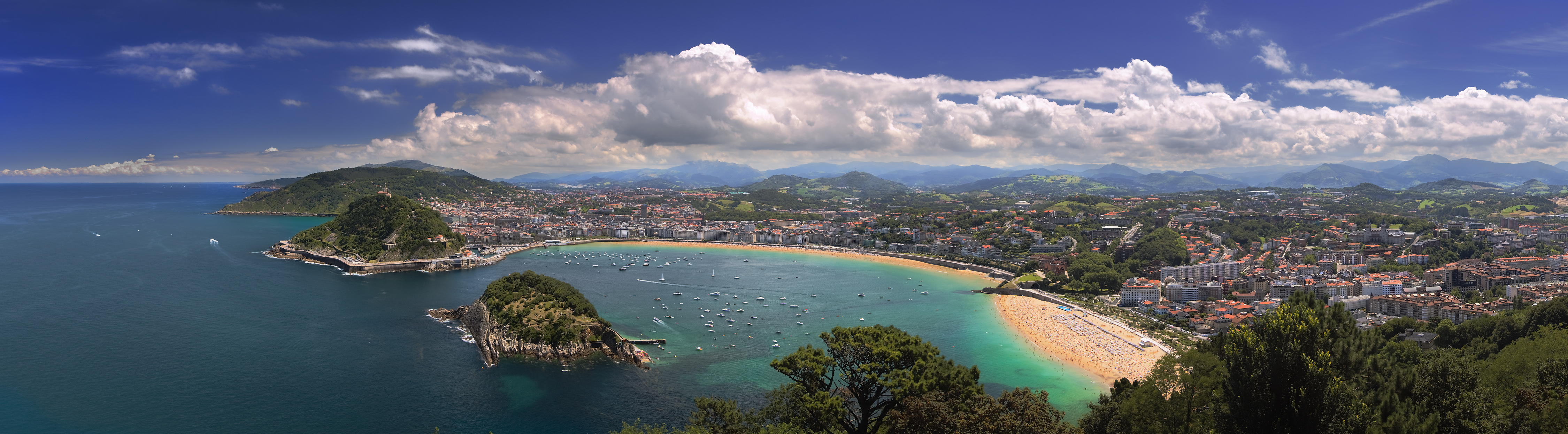
Vista de San Sebastián desde el monte Igueldo. Mar adentro se celebró el encuentro entre Franco y don Juan a bordo del.

La rehabilitación internacional del régimen franquista y la aprobación en referéndum de la Ley de Sucesión debilitó hasta tal punto a la opción monárquica, que don Juan de Borbón cambió de estrategia respecto a Franco y el 25 de agosto de 1948 se entrevistó con el Generalísimo en su Azor anclado en el golfo de Vizcaya, acudiendo don Juan a la cita a bordo del balandro Saltillo. Como resultado de la misma se acordó que el hijo de don Juan, Juan Carlos de Borbón, se educaría en España bajo la tutela del general Franco —el 7 de noviembre el príncipe, de 10 años de edad, llegaba a España—.. La entrevista había sido promovida por los monárquicos colaboracionistas, como el duque de Sotomayor y Julio Danvila, y a la misma el general se hizo acompañar por el infante Jaime de Borbón, hermano mayor de don Juan, «quizá como recordatorio de que había recambios en la pugna por la restauración de la Monarquía».

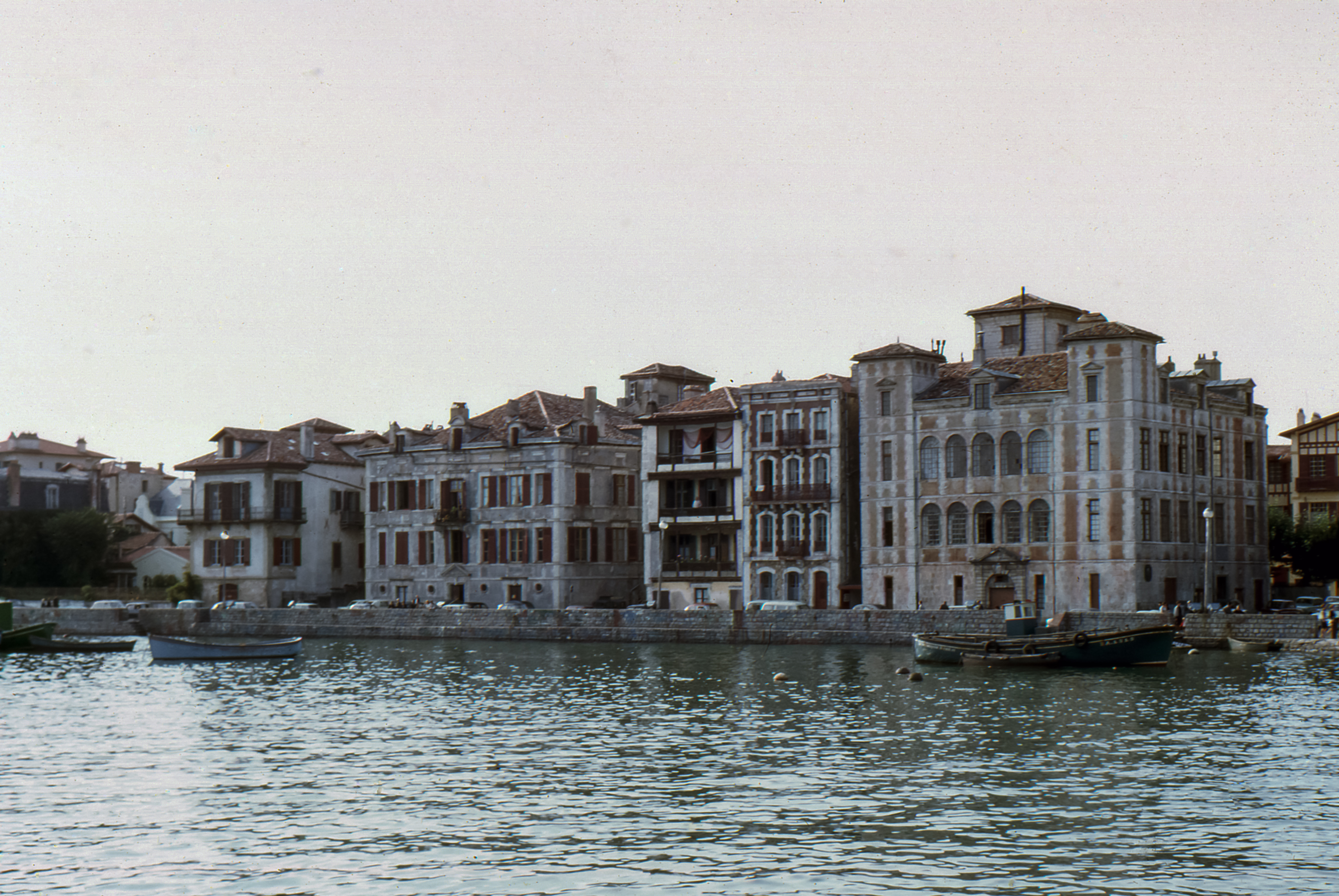
San Juan de Luz (en 1965), donde se firmó el pacto entre los socialistas y los monárquicos que quedó sin efecto a causa del acuerdo alcanzado entre don Juan de Borbón y Franco en su entrevista a bordo del yate Azor.

El acuerdo alcanzado entre Franco y don Juan que suponía un reconocimiento implícito de la legitimidad del régimen franquista dejó sin efecto el pacto formalizado en San Juan de Luz tres días después entre José María Gil Robles, en representación de los monárquicos juanistas no colaboracionistas de la Confederación de Fuerzas Monárquicas, e Indalecio Prieto, en representación de una parte de la oposición republicana, en el que habían acordado luchar conjuntamente para derribar a la dictadura franquista tras lo cual se formaría un gobierno provisional que convocaría un plebiscito para decidir el «régimen político definitivo», republicano o monárquico. Las conversaciones habían comenzado bajo los auspicios del gobierno laborista británico, concretamente de Ernest Bevin, secretario Foreign Office, que había reunido el 17 de octubre de 1946 a Gil Robles y a Prieto en Londres para impulsar la transición a la democracia en España. Poco tiempo después del fiasco del acuerdo de San Juan de Luz, Indalecio Prieto dimitió como presidente del PSOE —«Mi fracaso es completo», reconoció—, siendo sustituido por Rodolfo Llopis. En julio de 1951 don Juan escribió una carta a Franco en la que rechazaba la colaboración de los monárquicos con los socialistas y en la que le decía: «Pongámonos de acuerdo para preparar un régimen estable». Franco hizo caso omiso de la propuesta.

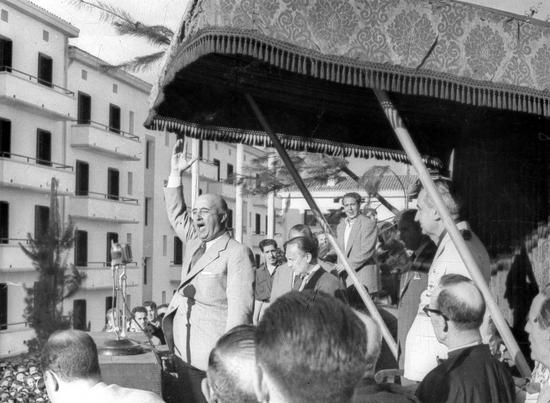
Franco dando un discurso en Éibar en 1949. Durante la época del aislamiento del régimen el general Franco aparecía pocas veces vestido de militar, a diferencia de lo que sucedió durante el resto de su dictadura.

Por su parte, la oposición republicana, ante el reconocimiento internacional del franquismo, se quedó sin argumentos, y la actividad guerrillera decayó. Los comunistas abandonaron la guerrilla por completo en 1952, mientras que los anarquistas aún llevarían a cabo acciones esporádicas hasta 1963.
Desde finales de 1948, Franco supo que ya ningún peligró esencial pondría en cuestión su «mando», una vez había sido «domesticada» la oposición monárquica (con el príncipe Juan Carlos ya en España), derrotadas las guerrillas, desahuciada la oposición republicana en el exilio y decapitada en el interior, y había sido roto el aislamiento internacional de su régimen. Un síntoma de que el régimen franquista ya se sentía seguro fue que el 7 de abril de 1948 se puso fin al estado de guerra que había existido desde principios de la guerra civil, aunque los tribunales militares seguirían ocupándose de los delitos políticos en virtud de la Ley de Bandidaje y Terrorismo aprobada el año anterior.

## Los años 50

### La «travesía del desierto»
Durante los años 50 la oposición antifranquista interna y del exilio vivió su «travesía del desierto». Los intentos de reconstrucción de los partidos y de las organizaciones obreras en la clandestinidad fueron abortados por la policía, como le sucedió a la CNT en 1953 cuando su Comité Nacional en el interior, presidido por Manuel Vallejo, fue detenido; al PSOE cuando ese mismo año fue apresado Tomás Centeno, presidente de la comisión ejecutiva del interior, que murió durante los interrogatorios policiales; o al PSUC, cuando su líder Joan Comorera fue detenido en 1954 y condenado por un consejo de guerra a treinta años de prisión, muriendo en la cárcel en 1958. Ese año era detenido y encarcelado el socialista Antonio Amat Guridi, sucesor de Tomás Centeno al frente del comité ejecutivo del interior del PSOE.
Sin embargo, en 1951 hubo una protesta obrera importante a consecuencia de las penosas condiciones laborales y el incremento de los precios. El epicentro fue Barcelona y el desencadenante la notable subida del precio de los billetes de los tranvías, que fue respondida el 1 de marzo con un boicot por parte de la población que se prolongó varios días y que acabaría logrando la anulación de la medida. El éxito del boicot (forma segura de protesta que no implicaba riesgo personal) fue seguido de una huelga bastante generalizada en el área industrial de Barcelona en contra del alza del coste de la vida. Al principio la reacción de la policía fue débil (el gobernador civil acabaría siendo sustituido por ello) y el capitán general de Cataluña, el monárquico Juan Bautista Sánchez se negó a sacar las tropas a la calle, aunque durante los días siguientes se aplicaron medidas de fuerza y los trabajadores volvieron a sus ocupaciones. También se produjeron protestas y huelgas en otras ciudades, como Zaragoza, Bilbao, Pamplona y Madrid.
Por su parte, don Juan de Borbón prosiguió el acercamiento al franquismo, entrevistándose en secreto con el general Franco en una finca extremeña propiedad del conde de Ruiseñada a finales de 1954.

### Los sucesos de 1956 y el nacimiento de una nueva oposición antifranquista
El 9 de febrero de 1956 se produjeron unos incidentes violentos en la Universidad de Madrid como resultado del enfrentamiento entre estudiantes que se estaban manifestando a favor de elecciones libres al SEU y un grupo de falangistas que venían de celebrar la ceremonia anual del «Día del estudiante caído». En la reyerta hubo un estudiante falangista gravemente herido de un balazo en el cuello —probablemente por disparo de uno de sus compañeros, que iban armados—.[cita requerida] El clima de crisis se extendió rápidamente —se habló de que los falangistas estaban preparando una noche de los cuchillos largos— y la policía procedió a detener a los responsables de la convocatoria de la asamblea de estudiantes que, para su sorpresa, resultaron ser algunos de ellos antiguos falangistas e hijos de personalidades del régimen.
La gravedad de la crisis —la primera crisis interna de envergadura a la que tuvo que enfrentarse el Régimen desde 1942—, la pusieron de manifiesto las dos medidas que tomó inmediatamente el general Franco. El 11 de febrero, se decretaba, por primera vez desde su promulgación, la suspensión de los artículos 14 y 18 del Fuero de los Españoles, y la Universidad de Madrid era cerrada. El 16 de febrero, se destituía a los dos ministros «responsables» de los hechos: a Joaquín Ruiz Giménez, ministro de Educación, y a Fernández Cuesta, ministro-secretario general del Movimiento del que dependía el SEU.
Los acontecimientos de febrero de 1956 demostraban que, después de 15 años, el régimen franquista estaba perdiendo el control de la juventud en las universidades más importantes, donde antes había tenido un apoyo limitado o, al menos, no había resistencia, y constituyeron el primer atisbo de un renacimiento de la oposición interna, que procedía no de la República, sino de una nueva generación que había crecido bajo el Régimen en los años 50, y que comenzaba a organizarse como oposición a la dictadura franquista sin que importara el campo en que hubieran militado ellos mismos o sus padres durante la guerra civil. Así pues, «los sucesos de 1956 marcaron un punto de inflexión en el desarrollo del antifranquismo».
Los comunistas fueron los primeros en captar ese nuevo hecho y, antes que ningún otro partido, lo consagraron como estrategia oficial. Así en el pleno del Comité Central del PCE celebrado en Praga en agosto de 1956, en el que también se apoyó la invasión soviética de Hungría, se aprobó la nueva política de Reconciliación Nacional, que buscaba el entendimiento con todas las fuerzas antifranquistas independientemente de en qué bando hubieran combatido en la Guerra Civil. Sin embargo, la tarea no iba a resultar sencilla, y tanto la «Jornada de Reconciliación Nacional» del 5 de mayo de 1958, como la «Huelga Nacional Pacífica», del 18 de junio de 1959, convocadas por el PCE fueron un completo fracaso.
A partir de 1958, reaparecieron las huelgas —que continuaban siendo un delito—, sobre todo en Asturias y en Cataluña, centradas en las reclamaciones salariales ya que la inflación estaba provocando la caída de los salarios reales. En particular, la minería de la hulla asturiana fue escenario de recurrentes huelgas que aportaron un nuevo mecanismo de representación obrera que iba a tener singular éxito en el futuro: la comisión de obreros elegida entre los huelguistas, al margen los «enlaces sindicales» y de los «vocales jurados de empresa» de la Organización Sindical franquista, para plantear sus reclamaciones directamente a la dirección de su empresa o a los patronos. La intensidad del movimiento huelguístico asturiano fue tal que llevó a Franco a decretar el 14 de marzo de 1958 la segunda suspensión del Fuero de los Españoles y el estado de excepción en la región por cuatro meses.

## Los años 60

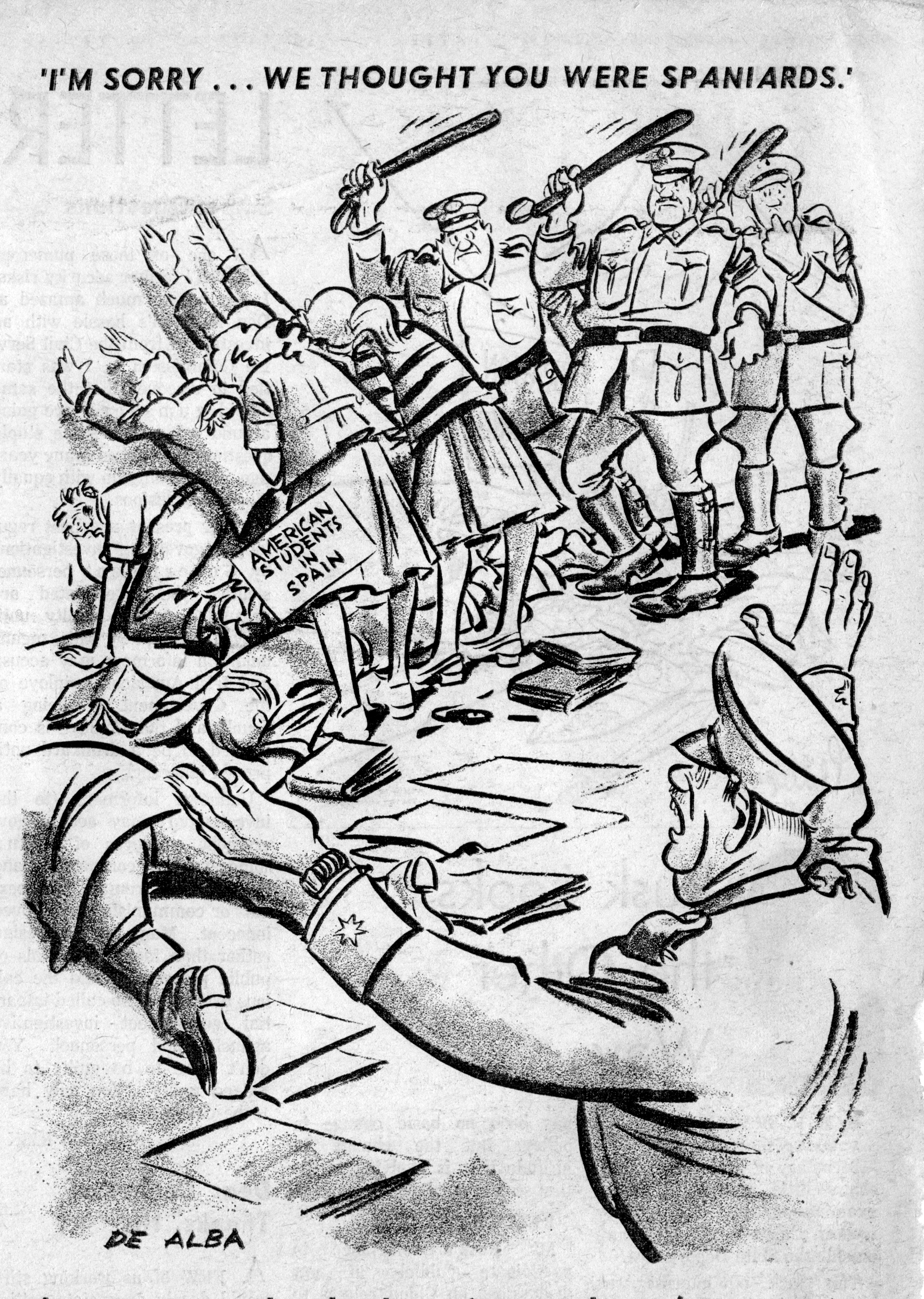
Caricatura de De Alba aparecida en The Washington Daily News. El oficial de policía se dirige a un grupo de estudiantes estadounidenses en España a los que han aporreado los guardias: «Lo siento. Creímos que eran ustedes españoles.»

Los cambios sociales provocados por el acelerado crecimiento económico de la «década prodigiosa» revivificaron viejos conflictos y abrieron otros nuevos, que progresivamente fueron desbordando los cauces establecidos por el régimen franquista, incapaz de acomodarse a las nuevas realidades. En este contexto se produjo el resurgimiento de la oposición que creció «tanto en número de militantes como en la capacidad de movilización» aunque «nunca supuso un reto, o mejor dicho una alternativa, apoyada por el conjunto de los ciudadanos, a la dictadura».

### Renacimiento del movimiento obrero

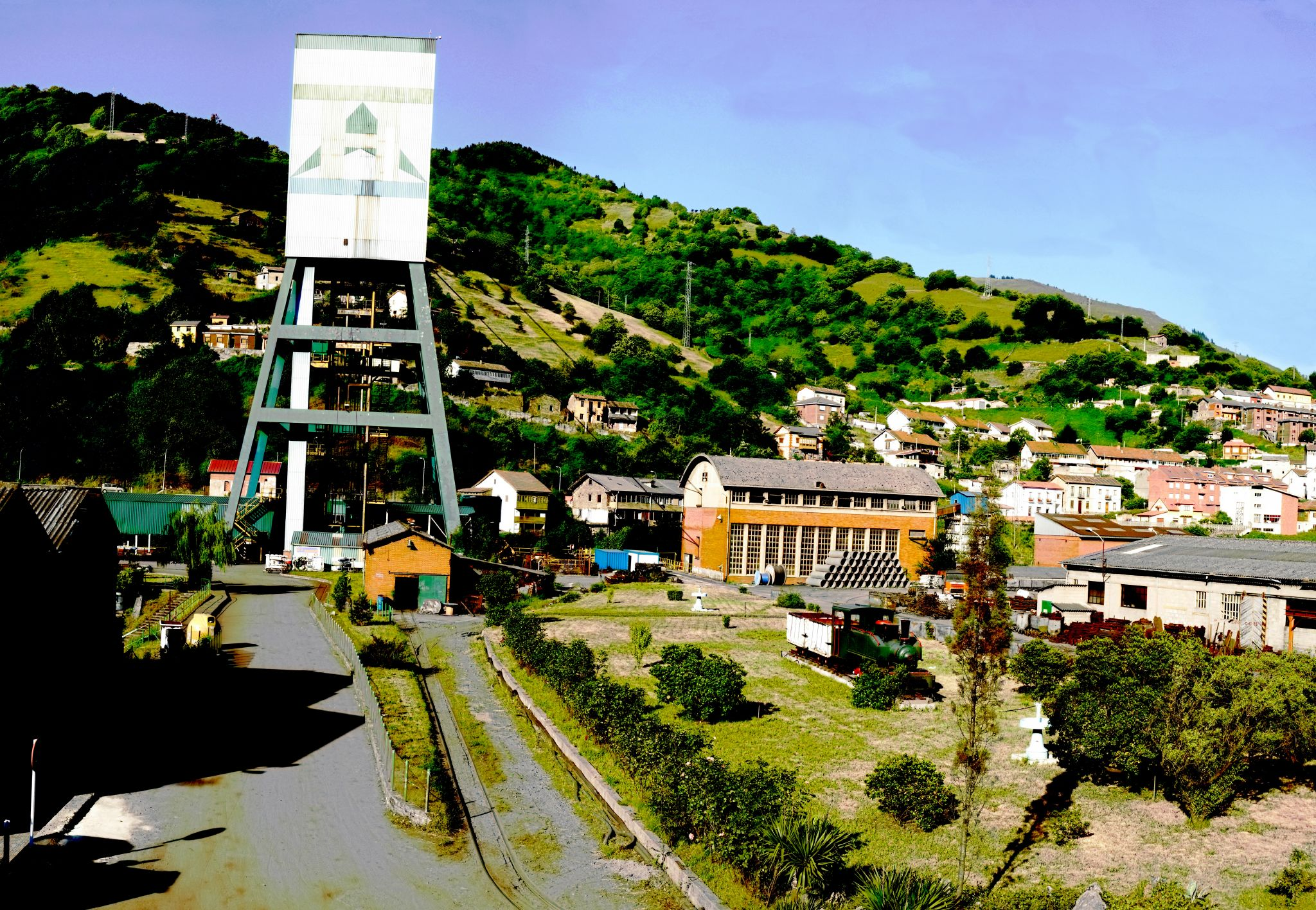
Pozo Santiago en Aller (Asturias)

El primer y más importante desafío al que tuvieron que hacer frente los gobiernos franquistas fue el retorno de la conflictividad obrera que arrancó con la huelga minera de Asturias de 1962, produciéndose a partir de entonces una progresiva politización debido a la persistente represión policial contra sus actuaciones y a la total negativa de las autoridades a legalizar los derechos de huelga, manifestación y libre asociación sindical ya que la Organización Sindical Española (OSE o Sindicato Vertical) franquista siguió siendo el único «sindicato» permitido, de afiliación obligatoria para todos los trabajadores.
Este nuevo movimiento obrero se formó en torno a las Comisiones Obreras que surgieron espontáneamente para negociar directamente con los patronos los convenios colectivos al margen del Sindicato Vertical oficial, y que después llegaron a configurar todo un movimiento político-sindical, que aprovecharía las elecciones sindicales oficiales de 1966 a «enlaces» y «vocales jurados» para extenderse y consolidarse. El régimen franquista acabó prohibiéndolo al año siguiente al considerarlo «una filial del Partido Comunista de España». Los sindicatos históricos (UGT, CNT, ELA-STV) solo lentamente fueron reorganizándose a lo largo de la década.

### El movimiento estudiantil

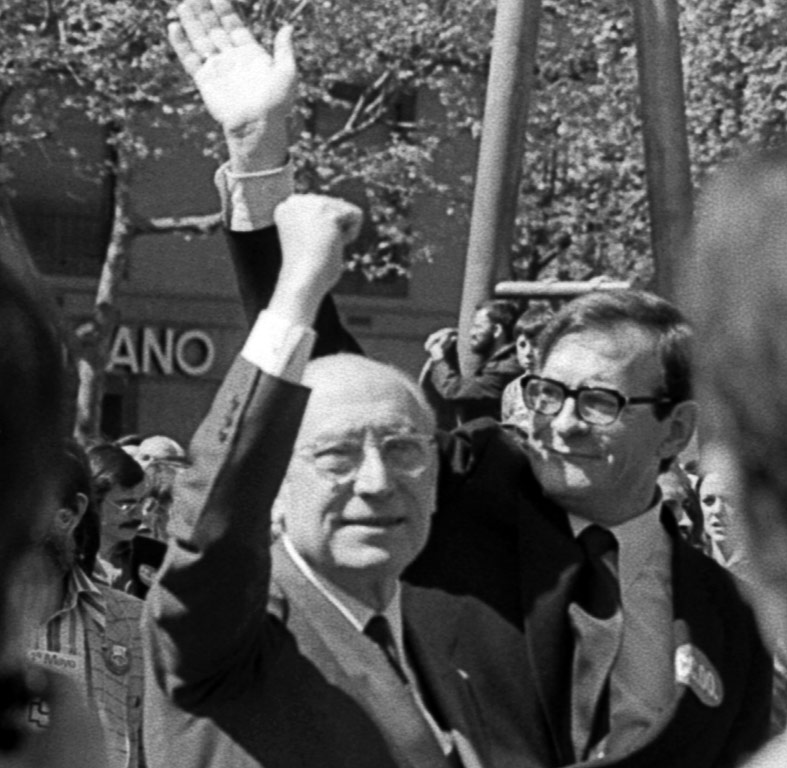
El profesor Enrique Tierno Galván en 1979.

Un segundo frente del que tuvo que ocuparse el régimen fueron las protestas estudiantiles en la Universidad que se extendieron a lo largo de la década, y fueron la prueba del fracaso cultural e ideológico del franquismo. «La respuesta del régimen a esa disidencia ideológica y cultural fue una represión creciente (sanciones, expulsiones, detenciones, torturas, cierres de facultades y universidades...) que alienó aún más a la población universitaria respecto del franquismo». Las movilizaciones universitarias de 1965 —que consiguieron el apoyo de algunos catedráticos, como José Luis López Aranguren, Enrique Tierno Galván y Agustín García Calvo, que fueron expulsados de la Universidad de Madrid por esa causa— forzaron la disolución del SEU —que ya estaba herido de muerte desde los sucesos de 1956, y dieron nacimiento a nuevos grupos estudiantiles libres y declaradamente antifranquistas —el de mayor implantación en Madrid y Barcelona fue el Sindicato Democrático de Estudiantes Universitarios—. Los sucesos estudiantiles de 1969 llegarían a provocar la proclamación del estado de excepción en toda España por dos meses.

### El nacimiento de la oposición católica

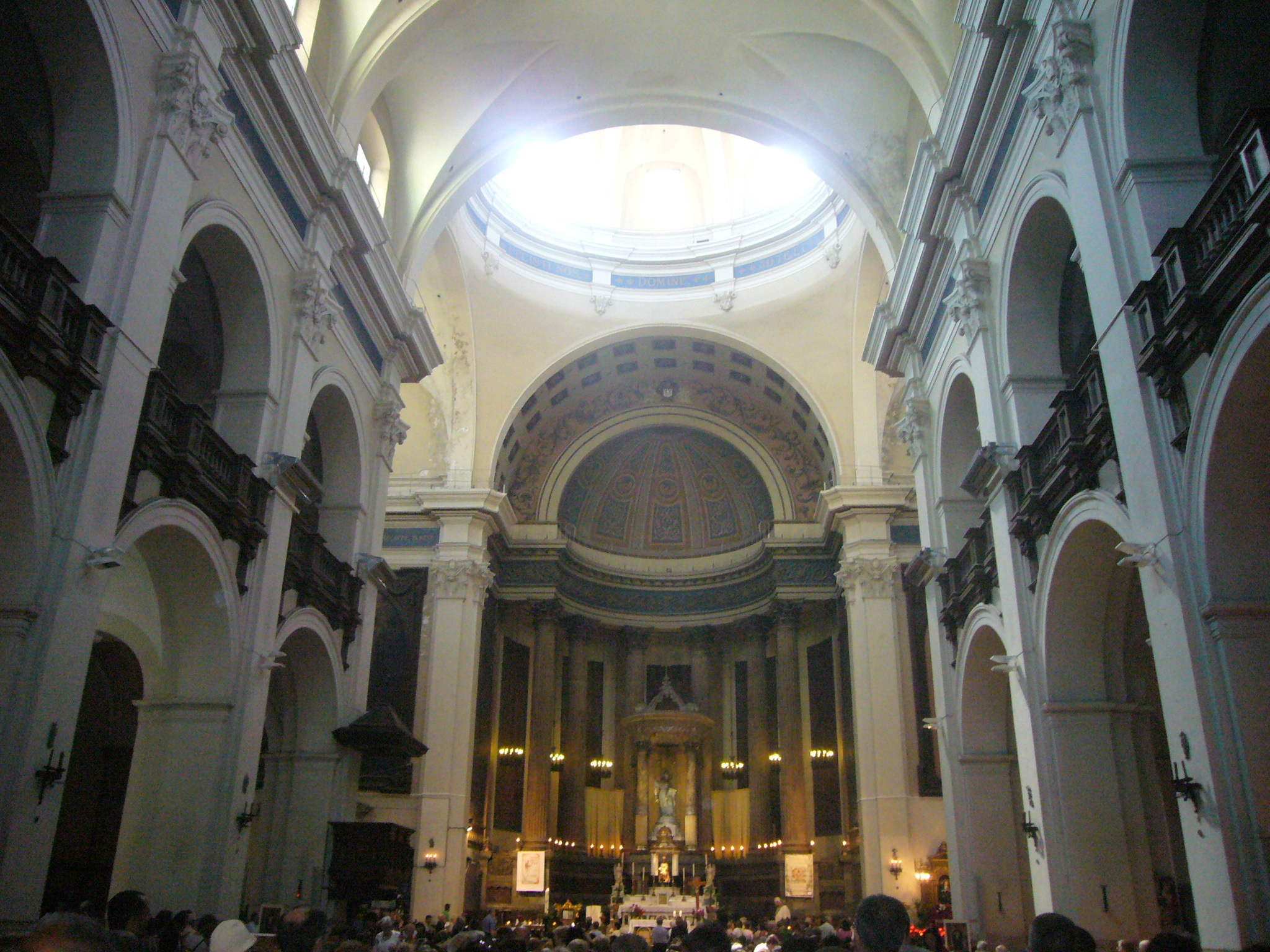
Interior de la Iglesia de Sant Agustí del barrio de El Raval de Barcelona donde el 7 de noviembre de 1971 se constituyó la Asamblea de Cataluña. El uso de edificios religiosos por la oposición antifranquista fue uno de los motivos del conflicto del régimen franquista con la Iglesia católica.

El ámbito que mayor desconcierto causó en el régimen y en el propio Franco fue la aparición de sectores católicos que se oponían al franquismo, un fenómeno que se debió tanto al cambio generacional habido en el clero y en los fieles españoles como al nuevo rumbo pastoral y democratizador del Concilio Vaticano II. Los dos primeros conflictos, sin embargo, se produjeron antes de su inicio en el otoño de 1962. El primero tuvo lugar en el País Vasco en 1961, cuando 339 sacerdotes censuraron a sus obispos por colaborar con un régimen que reprimía «las características étnicas, lingüísticas y sociales» vascas. Al año siguiente el arzobispo de Milán —el futuro Pablo VI— envió un telegrama a Franco pidiendo clemencia por un estudiante anarquista catalán, Jordi Conill, acusado de poner bombas en edificios oficiales y al que el fiscal pedía la pena de muerte —finalmente sería condenado a treinta años de prisión—, lo que motivó las protestas de los estudiantes falangistas del SEU al grito de «Sofía Loren, SÍ; Montini, NO».
En noviembre de 1963 el abad del Monasterio de Montserrat, Aureli Maria Escarré, denunció en una entrevista al diario francés Le Monde la falta de libertades en España —a propósito de la campaña XXV Años de Paz dijo: «No tenemos tras nosotros 25 años de paz, sino sólo 25 años de victoria. Los vencedores, incluida la Iglesia, que fue obligada a luchar al lado de estos últimos, no han hecho nada para acabar con esta división entre vencedores y vencidos. Esto representa uno de los fracasos más lamentables de un régimen que se dice católico, pero en el que el Estado no obedece a los principios básicos del Cristianismo»—, lo que forzó su exilio fuera del país. A partir de entonces numerosos católicos progresistas —y también sacerdotes— participaron en las protestas obreras y estudiantiles, además de servir las iglesias como centros de reunión, aprovechando la inmunidad de la que gozaban gracias al Concordato de 1953. Como resultado de esas actividades de oposición, unos cien sacerdotes y frailes pasaron por la cárcel concordataria de Zamora entre 1968 y 1975. En 1967 en una encuesta enviada por carta por la jerarquía eclesiástica a más de veinte mil sacerdotes, el 80% de ellos contestaron que apoyaban una clara separación entre la Iglesia y el Estado de acuerdo con las nuevas directrices del Concilio Vaticano II.

### El resurgimiento de los nacionalismos catalán y vasco
También resurgieron las reivindicaciones culturales y políticas en Cataluña y en el País Vasco. El acto de protesta que suele señalarse como el inicio del renacimiento del nacionalismo catalán fueron los sucesos del Palau de la Música que tuvieron lugar en mayo de 1960 durante un concierto al que asistían varios ministros y durante el cual gran parte del público cantó un himno patriótico catalán que estaba prohibido —como consecuencia de este hecho fue detenido el joven estudiante universitario Jordi Pujol, líder del grupo Cristians Catalans, que fue condenado por ello a siete años de cárcel—. Al año siguiente nació la primera organización cultural catalanista, Omnium Cultural. A partir de ese momento el apoyo al catalanismo político y cultural fue creciendo y ya en 1964 tuvo lugar la primera convocatoria desde la guerra civil para celebrar la (ilegal) «diada nacional» del 11 de septiembre.

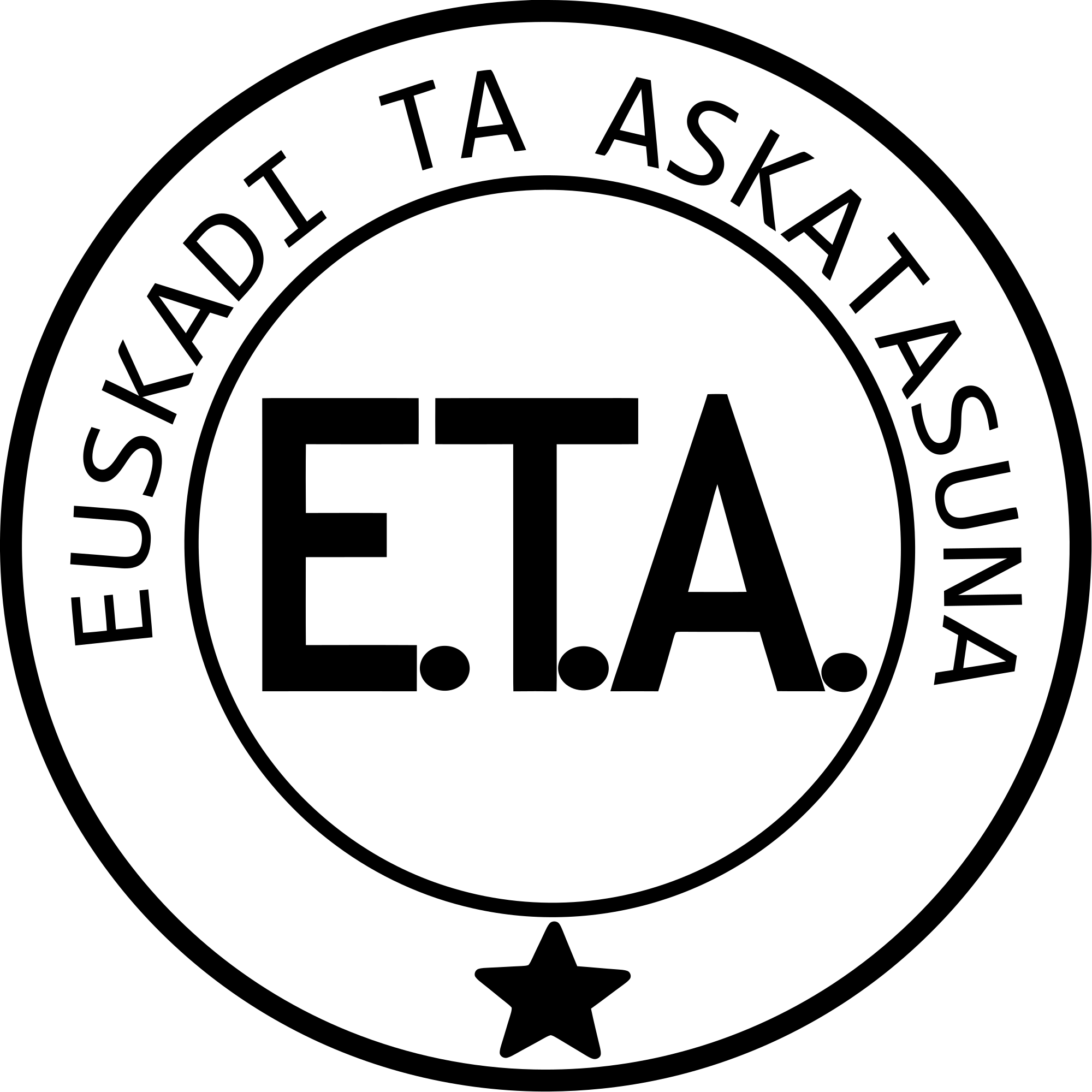
Logo de ETA.

En cuanto al nacionalismo vasco, su renacimiento también fue el resultado de la actividad de las nuevas generaciones surgidas tras la guerra. Fundamentalmente se trataba de jóvenes universitarios católicos, que rechazaban el supuesto conformismo y la pasividad de sus mayores —concretamente del PNV y del gobierno vasco en el exilio—. Así fue como surgió en julio de 1959, un nuevo partido nacionalista llamado ETA (Euskadi Ta Askatasuna: «Patria Vasca y Libertad»), que en 1962 se definió como «movimiento revolucionario de liberación nacional», bajo el influjo de los movimientos que estaban surgiendo en Asia y en África para lograr la independencia de sus pueblos de la dominación colonial (y de las guerrillas latinoamericanas en su lucha contra el «imperialismo norteamericano«). Fue así como ETA acabó optando por la «lucha armada» para poner fin a la «opresión del pueblo vasco» que llevaba a cabo la dictadura franquista. 

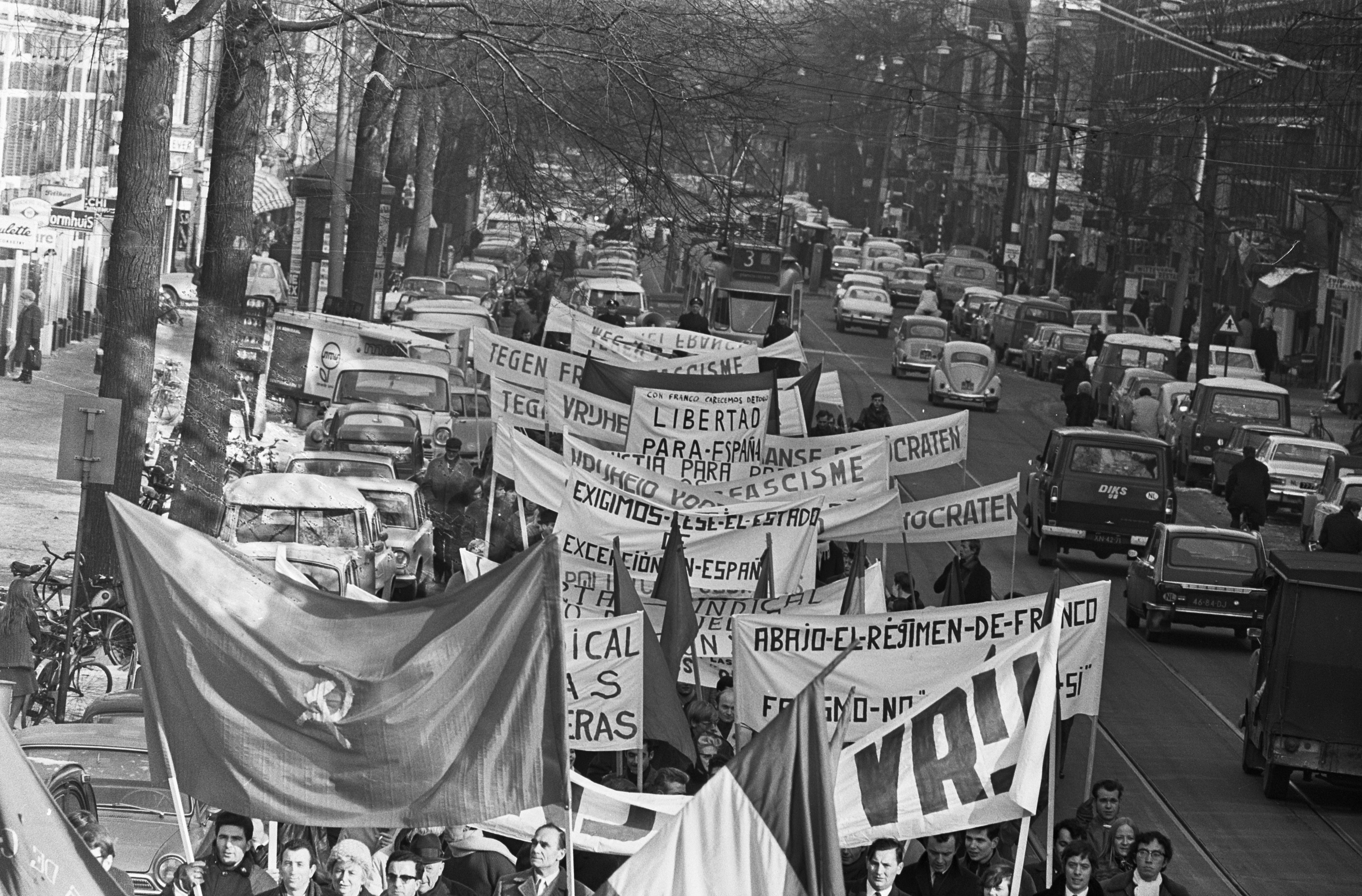
Manifestación antifranquista en Ámsterdam (en febrero de 1969) pidiendo el fin del estado de excepción en el País Vasco decretado por Franco tras el asesinato por ETA del comisario de la Brigada Político-Social Melitón Manzanas.

Algunas fuentes señalan que su primera víctima mortal fue una niña de veintidós meses que murió en junio de 1960 como consecuencia del estallido de la bomba que habían colocado en una estación de ferrocarril de Amara, en San Sebastián. En su momento, los atentados fueron atribuidos al grupo antifascista DRIL, que los reivindicó. Sin embargo, cuarenta años después, el exministro Ernest Lluch atribuyó el atentado a ETA, en el que habría sido el primer asesinato de la banda. Esta hipótesis es criticada como infundada por Francisco Letamendia y otros autores, que sostienen que según las memorias de Soutomayor, él mismo habría reconocido y lamentado el atentado.
En cualquier caso, al año siguiente ETA intentó sin éxito hacer descarrilar un tren en el que viajaban excombatientes franquistas de la guerra civil y en 1965 perpetraron el primer atraco para proveerse de fondos. En junio de 1968 un guardia civil detuvo en un control de tráfico cerca de Villabona (Guipúzcoa) un coche en el que viajaban dos miembros de ETA. El hecho dio lugar al asesinato de José Pardines y, después, a la persecución de los autores y la muerte del etarra Txabi Etxebarrieta. En agosto de 1968, ETA cometía en Irún el primer asesinato premeditado en la persona de un comisario de policía acusado de torturador. Desde entonces, la actividad terrorista de ETA —otro muerto en 1968, uno en 1969, un secuestrado en 1970— se convertiría en el primer problema político y de orden público del franquismo, que respondería al desafío con una represión general e indiscriminada en el País Vasco de enorme dureza. A finales de 1969 estaban en prisión unos dos mil nacionalistas vascos acusados de mantener alguna relación con ETA.

### La reconstrucción de los partidos antifranquistas en el interior

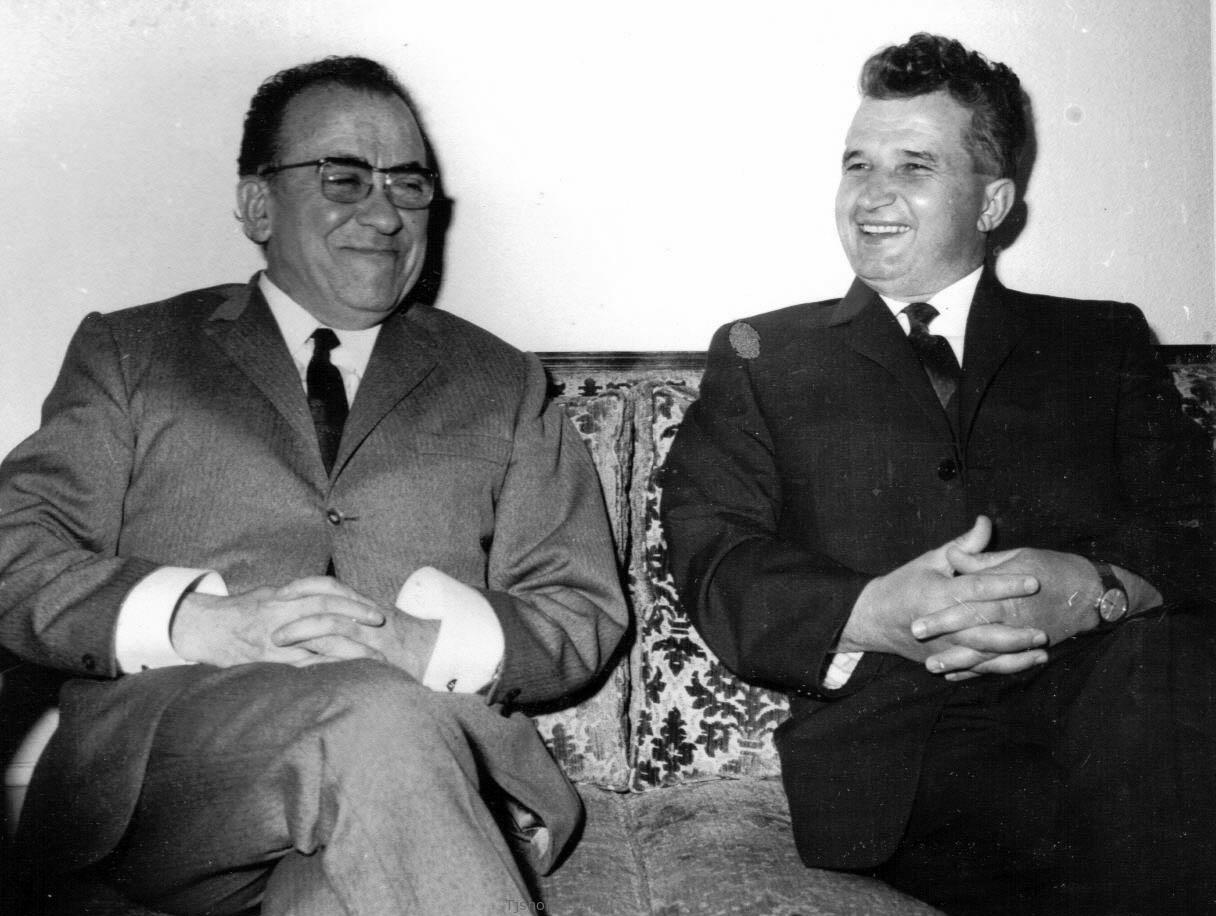
Santiago Carrillo, secretario general del PCE, junto con Ceausescu, dictador comunista de Rumania.

En este contexto de creciente conflictividad obrera, estudiantil, eclesiástica y regional, se produjo el fin de la «travesía del desierto» de la oposición antifranquista. Los partidos y organizaciones obreras (PSOE, UGT, CNT, PCE) se reconstruyeron en el interior —no así los partidos republicanos que solo existían nominalmente en el exilio—. Entre aquellos, el que tuvo más éxito fue el Partido Comunista de España (PCE) que se convirtió en el grupo más activo, mejor organizado y con mayor militancia de toda la oposición antifranquista —y ello a pesar de sufrir varias escisiones que dieron nacimiento a diversos grupos de extrema izquierda comunista—.
Precisamente fue sobre estas organizaciones de la izquierda obrera sobre las que se cebó la represión franquista, siendo el caso del dirigente comunista Julián Grimau, ejecutado en abril de 1963 por unos presuntos crímenes cometidos durante la guerra civil, el que levantó una mayor oleada de protestas en toda Europa. Como consecuencia de ellas los «delitos políticos» pasaron de la jurisdicción militar a la civil, al crearse el Tribunal de Orden Público (TOP). El TOP en los cuatro primeros años de actividad incoaría más de 4500 sumarios por delitos de «propaganda ilegal», «asociación ilícita», «reunión ilegal», «manifestación ilegal», «difamación del Jefe del Estado», etc. Sin embargo, a raíz de la creciente actividad de ETA el gobierno restableció la plena vigencia de la Ley de Bandidaje y Terrorismo por lo que los «delitos políticos» que implicaran alguna actividad armada volvieron a la jurisdicción militar.
Fuera del ámbito de la izquierda obrera, también surgieron algunos grupos encabezados por personalidades destacadas, como los demócrata-cristianos de José María Gil Robles —el antiguo líder de la CEDA—, de Manuel Giménez Fernández —también exmiembro de la CEDA— o del exministro Joaquín Ruiz Giménez —que en 1964 fundó la revista Cuadernos para el Diálogo, que pronto se convertiría en el principal órgano de expresión «tolerado» de la oposición antifranquista—, los socialdemócratas del antiguo falangista Dionisio Ridruejo, o los monárquicos de Joaquín Satrústegui (que seguían fieles a don Juan de Borbón).
El acto de mayor repercusión de estos grupos tuvo lugar en junio de 1962 con motivo de la celebración en Múnich del IV Congreso del Movimiento Europeo, al que fueron invitados políticos de oposición tanto del interior como del exilio, y en el que acordaron un documento común a favor de «la instauración de instituciones auténticamente representativas y democráticas que garanticen que el Gobierno se basa en el consentimiento de los gobernados», evitando así hablar de república o monarquía. La respuesta franquista fue denunciar el «contubernio de Múnich», lo que significó el exilio o confinamiento temporal de varios de los participantes. Todo ello hizo naufragar la petición oficial, presentada en febrero de aquel mismo año, de la apertura de negociaciones para «la plena integración» de España en la Comunidad Económica Europea, algo sobre lo que la CEE ya había declarado que «los estados cuyos gobiernos carecen de legitimidad democrática y cuyos pueblos no participan en las decisiones gubernamentales ni directamente ni mediante representantes elegidos libremente, no pueden pretender ser admitidos en el círculo de los pueblos que forman las Comunidades Europeas».

## El tardofranquismo

### El recrudecimiento de la conflictividad social y política (1969-1973)

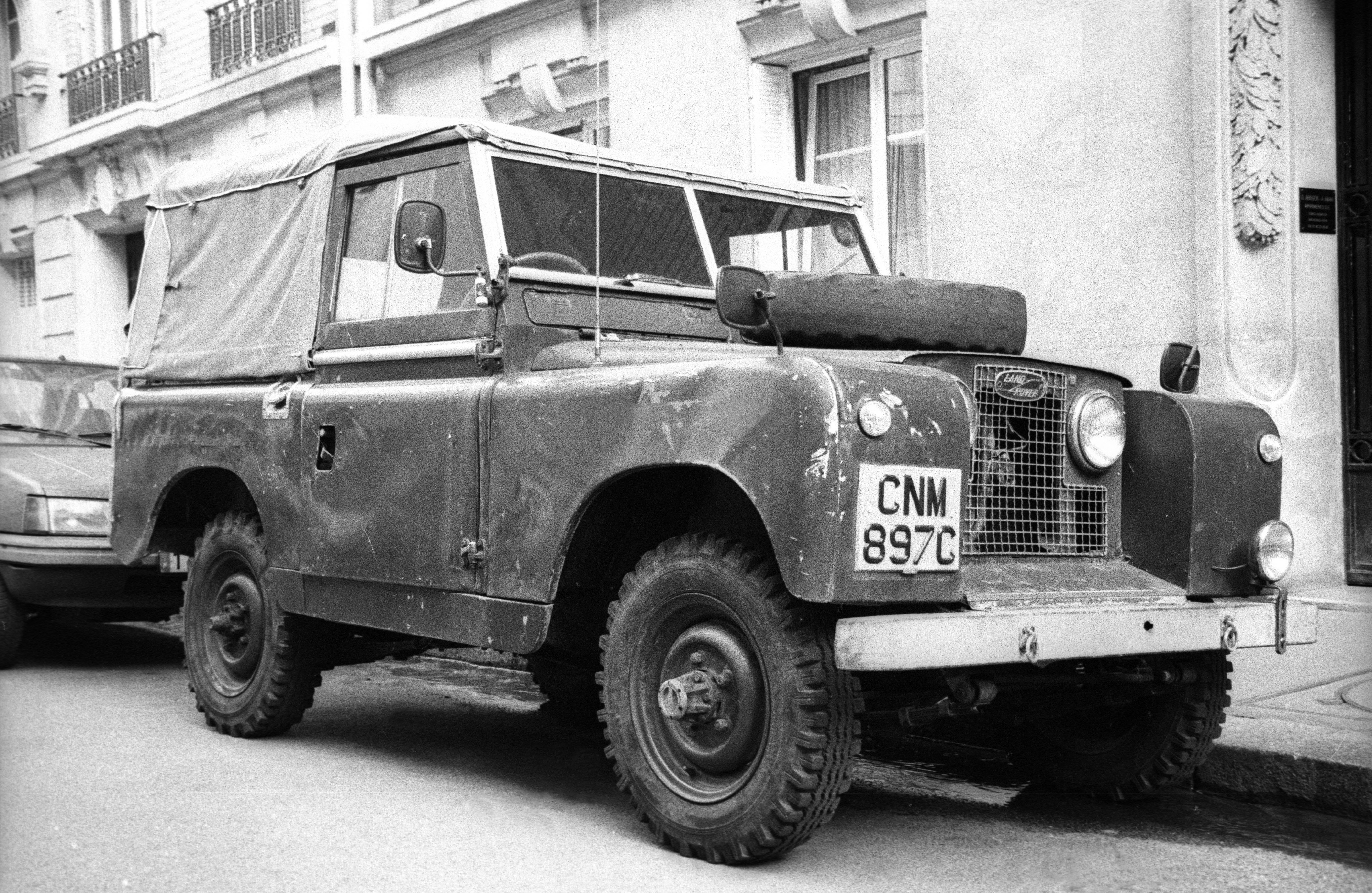
Land Rover Serie II, utilizado por la Policía Armada, más conocida como los grises, por el color de su uniforme.

En 1969, se formó el «gobierno monocolor» encabezado por el almirante Carrero Blanco, quien declaró que la intransigencia «es un deber indeclinable cuando lo que está en juego son cuestiones fundamentales» Así pues, frente al recrudecimiento de la conflictividad laboral y estudiantil el gobierno solo supo responder con el empleo de las fuerzas de orden público. Entre 1969 y 1973 ocho trabajadores resultaron muertos por las acciones de la policía y en junio de 1972 era detenida la cúpula dirigente de las ilegales Comisiones Obreras. Por su parte, los alumnos y los profesores interinos universitarios (PNNs) siguieron sufriendo el azote de las intervenciones policiales, las sanciones administrativas, las detenciones gubernativas y los asaltos de los nuevos grupos de extrema derecha tolerados por las autoridades (Guerrilleros de Cristo Rey, Fuerza Nueva,...). Más dura fue la represión que se aplicó en el País Vasco y Navarra para hacer frente a la creciente actividad terrorista de ETA. En 1969, por ejemplo, fueron detenidas 1.953 personas, de las cuales 890 fueron maltratadas, 510 torturadas, 93 juzgadas por el Tribunal de Orden Público y 53 en consejos de guerra.
A finales de 1970, el gobierno decidió que un tribunal militar juzgara conjuntamente a 16 personas acusadas de militar en ETA (entre ellas dos sacerdotes) como medida ejemplarizante. Pero el efecto que se logró fue exactamente el contrario del que se pretendía, ya que el anuncio del juicio sumarísimo que finalmente se celebraría en diciembre en Burgos levantó una ola de solidaridad en el País Vasco y en Navarra que fue un revulsivo clave para que el nacionalismo vasco recuperara su implantación social —el gobierno en respuesta decretó el estado de excepción por seis meses—. Además, durante el proceso ETA secuestró al cónsul alemán en San Sebastián, Eugen Beihl, dejándolo en libertad el 25 de diciembre. Al día siguiente el tribunal dictó la sentencia, condenando a 9 de los acusados a la pena de muerte y al resto a larguísimas penas de prisión.
El que fue conocido como «juicio de Burgos» suscitó también una campaña internacional de solidaridad con el pueblo vasco y a favor del restablecimiento de las libertades democráticas en España. Como respuesta el Movimiento organizó una gran manifestación de apoyo a Franco en la Plaza de Oriente de Madrid. Asimismo, el «juicio de Burgos» supuso un nuevo jalón en el distanciamiento entre la Iglesia católica y el franquismo, ya que motivó una pastoral conjunta de los obispos de San Sebastián y de Bilbao criticando la pena de muerte y que se juzgara a los acusados por la jurisdicción militar, y un pronunciamiento de la Conferencia Episcopal Española a favor de la clemencia y las garantías procesales. Al final, en vista del eco despertado y de las numerosas peticiones de clemencia llegadas de todas partes, el general Franco conmutó el 30 de diciembre las nueve penas de muerte que había dictado el tribunal militar.
Tras el «juicio de Burgos» las tensiones entre el régimen franquista y la Iglesia católica continuaron en ascenso, sobre todo después de que en mayo de 1971 fuera nombrado arzobispo de Madrid el cardenal Tarancón, quien después ocupó la presidencia de la Conferencia Episcopal Española, ya que Tarancón era partidario de poner fin al «nacionalcatolicismo» y a la «colaboración» con el régimen. «Franco recibió la defección de la Iglesia y su jerarquía con auténtico desconcierto y profunda amargura, estimándola en privado como una verdadera puñalada por la espalda. Carrero Blanco fue aún más lejos y se quejó en público, en diciembre de 1972, de la ingratitud eclesiástica hacia un régimen que, desde 1939, «ha gastado unos 300.000 millones de pesetas en construcción de templos, seminarios, centros de caridad y enseñanza, sostenimiento de culto, etc."». La tensión alcanzó un punto máximo a principios de mayo de 1973 con motivo del funeral de un policía que había sido apuñalado el 1 de mayo por una nueva organización terrorista antifranquista llamada FRAP. Durante la ceremonia grupos de extrema derecha dieron mueras contra los «curas rojos» y contra el cardenal Tarancón, al que gritaron «Tarancón al paredón», un improperio que sería repetido durante los años siguientes.

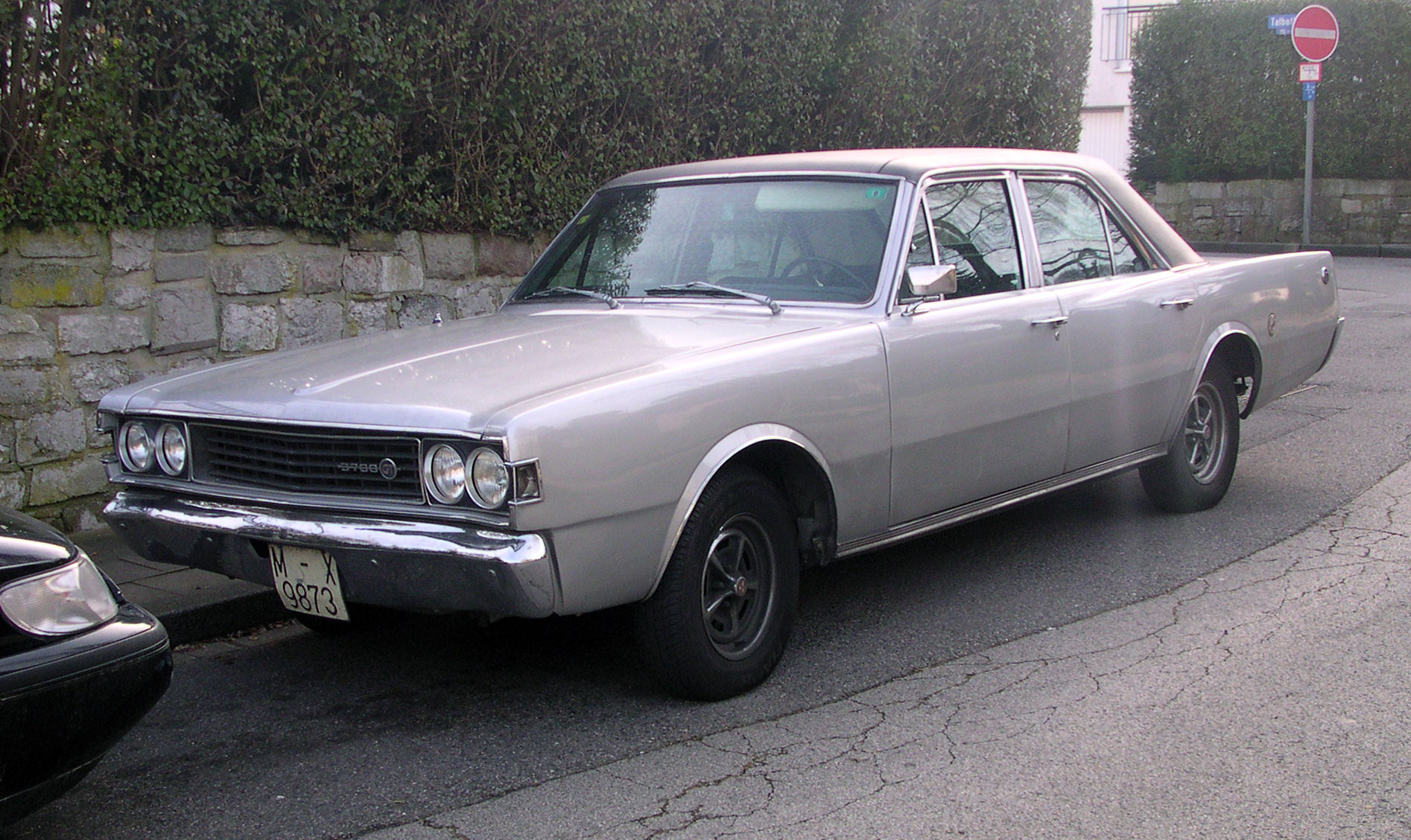
Dodge 3700 GT, modelo del coche en el que viajaba Carrero Blanco cuando sufrió el atentado que le costó la vida.

En la mañana del 20 de diciembre de 1973, ETA detonó una bomba colocada bajó el asfalto en una céntrica calle de Madrid cuando pasaba el coche oficial del almirante Carrero Blanco causándole la muerte. La rápida asunción del poder por el vicepresidente Torcuato Fernández Miranda, ante el aturdimiento de Franco al recibir la noticia, impidió que se pusieran en marcha medidas extremas por parte de los sectores «ultras» del régimen y el Ejército no fue movilizado —al final del funeral hubo un intento de agresión del cardenal Tarancón que había oficiado la ceremonia—. Se abrió así la crisis política más grave de todo el franquismo ya que había sido asesinada la persona que había designado Franco para asegurar la supervivencia de su régimen después de su muerte.

### Los dos años finales (1974-1975)
El talante «aperturista» del nuevo gobierno presidido por Carlos Arias Navarro, conocido como el «espíritu del 12 de febrero», duró poco tiempo. A finales del mes de febrero de 1974 el arzobispo de Bilbao, monseñor Antonio Añoveros Ataún, era conminado a marcharse de España por haber suscrito una pastoral a favor de la «justa libertad» del pueblo vasco. Y solo unos días después, el 2 de marzo, el anarquista catalán Salvador Puig Antich, acusado de la muerte de un policía, era ejecutado a garrote vil (junto con el polaco Heinz Chez), a pesar de las manifestaciones de protesta duramente reprimidas por la policía y de las peticiones de clemencia procedentes de todo el mundo.
El anacronismo y la soledad del franquismo se hicieron patentes cuando el 25 de abril triunfó en Portugal un golpe militar que puso fin a la dictadura salazarista, la más antigua de Europa. Y la sensación de que se estaba asistiendo a la crisis agónica y final del franquismo se acentuó en julio cuando el general Franco fue hospitalizado a causa de una tromboflebitis, lo que le obligó a ceder temporalmente sus poderes al príncipe Juan Carlos. Pero una vez recuperado mínimamente, los reasumió a principios de septiembre.
A los pocos días, el 13 de septiembre, un brutal atentado de ETA causaba la muerte a 12 personas —y hería a más de 80— en virtud de una bomba colocada en la cafetería Rolando de la calle del Correo de Madrid, al lado de la Puerta del Sol, y que solían frecuentar policías de la cercana Dirección General de Seguridad.
Conforme se veía más cercana la muerte del general Franco, se fue registrando un paulatino reforzamiento de la oposición antifranquista que al mismo tiempo fue convergiendo hacia la unificación de sus diversas propuestas para acabar con la dictadura. El modelo que se siguió fue el de la Assemblea de Catalunya, una plataforma unitaria creada en Barcelona en noviembre de 1971 que agrupaba a todos los partidos y organizaciones de la oposición antifranquista catalana sin excluir a los comunistas (PSUC en Cataluña). Además su lema reivindicativo «Llibertat, Amnistía i Estatut d'Autonomia» sería adoptado por toda la oposición.

Cartel de la Junta Democrática fundada en París en julio de 1974.

Así el 30 de julio de 1974 Santiago Carrillo, secretario general del Partido Comunista de España, y el profesor Rafael Calvo Serer presentaron en París la Junta Democrática —el primer fruto del proceso de convergencia de la oposición de ámbito estatal— en la que además del PCE se integraron el Partido Socialista del Interior de Enrique Tierno Galván —que pronto comenzaría a llamarse Partido Socialista Popular—, el Partido Carlista —que había derivado hacia el «socialismo autogestionario» defendido por Carlos Hugo de Borbón Parma— y dos destacados independientes, el abogado Antonio García Trevijano y el mencionado intelectual monárquico Rafael Calvo Serer —que al parecer fueron los promotores de la idea— así como algunos grupos de la extrema izquierda comunista, como el Partido del Trabajo de España, y la organización sindical Comisiones Obreras, cada vez más bajo la órbita del PCE. El programa de la Junta Democrática se basaba en la «ruptura democrática» con el franquismo mediante la movilización ciudadana. En el interior de España la Junta Democrática fue presentada clandestinamente en un hotel de Madrid en enero de 1975. Su propósito era la formación de un gobierno provisional que restableciese las libertades y convocara un referéndum sobre la forma de estado, monarquía o república.
Sin embargo, el PCE no consiguió integrar en su «organismo unitario» a las fuerzas de oposición que no estaban dispuestas a aceptar la hegemonía comunista —con el PSOE a su frente— y que además discrepaban con los integrantes de la Junta Democrática en un asunto fundamental: que estaban dispuestas a aceptar la monarquía de Juan Carlos si ésta conducía al país hacia un sistema político plenamente representativo —frente al rechazo del «sucesor de Franco» por parte de la Junta Democrática—. Estos grupos acabaron constituyendo su propio organismo unitario en junio de 1975, llamado Plataforma de Convergencia Democrática, integrada por el PSOE —que acaba de renovar su programa y su dirección en el Congreso celebrado en octubre de 1974 en Suresnes, del que había salido elegido como nuevo secretario general un joven abogado laboralista sevillano, Felipe González, en sustitución del veterano Rodolfo Llopis— y los demócrata cristianos de oposición encabezados por José María Gil Robles y Joaquín Ruiz Giménez, además del PNV, el grupo de socialdemócratas del exfalangista Dionisio Ridruejo, y de varios grupos comunistas de extrema izquierda, como el Movimiento Comunista de España (MCE) y la Organización Revolucionaria de Trabajadores (ORT).

Bandera del FRAP, grupo de extrema izquierda que recurrió a la "lucha armada" para acabar con la dictadura. Tres de sus militantes fueron fusilados el 27 de septiembre de 1975 al haber sido condenados en un consejo de guerra.

El inicio de la crisis económica en 1974, que se agravó en 1975 con el consiguiente aumento de la inflación (17%) y del desempleo (700.000 parados, el 5% de la población activa), y que coincidió con dos escándalos financieros (Reace y SOFICO), alimentó la oleada de huelgas y de movilizaciones obreras más importante de la historia del franquismo, que estuvieron acompañadas de las movilizaciones de los estudiantes universitarios —y la de los «nuevos movimientos sociales» como el vecinal y el feminista—.
Por otro lado los servicios de información del Ejército detuvieron a 11 oficiales acusados de ser los dirigentes de la Unión Militar Democrática (UMD), una organización clandestina militar fundada en agosto de 1974 en Barcelona que siguiendo el modelo portugués intentaba que los oficiales más jóvenes del Ejército apoyaran un cambio democrático en España —pero su alcance fue muy reducido y solo consiguió el apoyo de unos 250 tenientes, capitanes y comandantes—.
La actividad terrorista aumentó, tanto de ETA —18 víctimas mortales en 1974 y 14 en 1975— como del FRAP —tres atentados en 1975 con resultado de muerte—, lo que a su vez recrudeció la represión, llegándose a aprobar en agosto de 1975 un decreto-ley «de prevención y enjuiciamiento de los delitos de terrorismo y subversión contra la paz social y la seguridad personal» que revalidaba la jurisdicción militar como en el primer franquismo. Esta espiral represiva se cebó especialmente en el País Vasco.

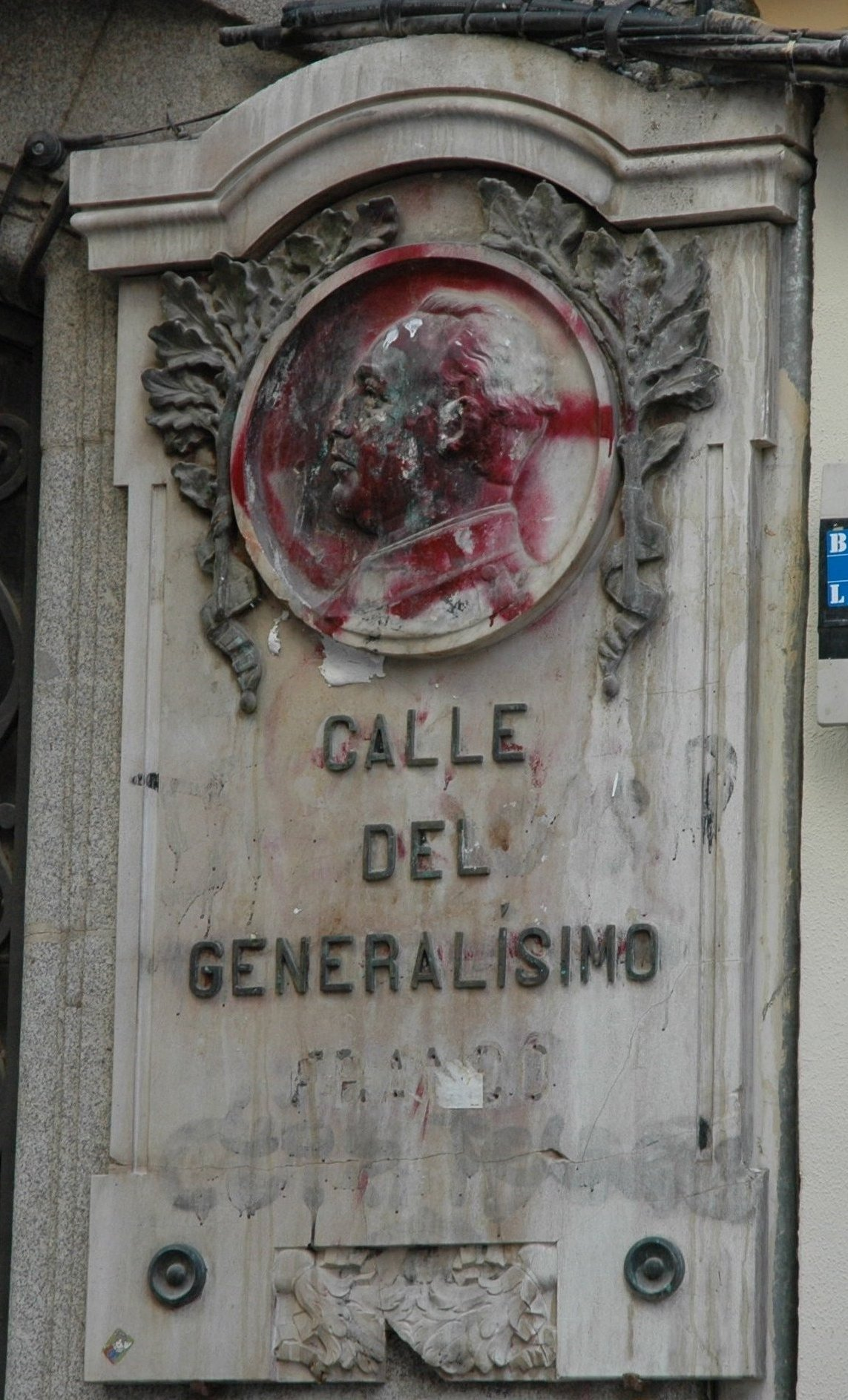
Pintada contraria al franquismo en la calle dedicada a Franco en Ávila (2005).

En aplicación de la legislación antiterrorista, entre el 29 de agosto y el 17 de septiembre de 1975 fueron sometidos a distintos consejos de guerra y sentenciados a muerte tres militantes de ETA y ocho del FRAP, lo que provocó una importante respuesta popular y de rechazo en el exterior, así como peticiones de clemencia por parte de los principales dirigentes políticos europeos —incluido el Papa Pablo VI—. A pesar de ello, Franco no conmutó las penas de muerte a dos de los tres militantes de ETA (Ángel Otaegui y Juan Paredes Manot) y a tres de los ocho del FRAP (José Luis Sánchez Bravo, Ramón García Sanz y José Humberto-Francisco Baena), y los cinco fueron fusilados el 27 de septiembre de 1975. Este hecho, calificado como «brutal» por la mayor parte de la prensa europea, no hizo sino acentuar el rechazo internacional al franquismo y dio lugar a que se produjeran numerosas manifestaciones antifranquistas en las principales ciudades europeas. Asimismo, los embajadores de los principales países europeos abandonaron Madrid, con lo que el régimen franquista volvía a experimentar un aislamiento y reprobación muy similares a los que había sufrido en la inmediata posguerra mundial. El papa Pablo VI manifestó «su vibrante condena de una represión tan dura que ha ignorado los llamamientos que de todas partes se han elevado contra aquellas ejecuciones». «Por desgracia no hemos sido escuchados», concluyó. Por su parte la Comisión Permanente de la Conferencia Episcopal hizo público un escrito en el que, tras condenar el terrorismo, afirmaba que «no basta con las medidas represivas» y que «la leal postura de oposición política o de crítica al gobierno... no puede ser legítimamente considerada como acto delictivo».
Como respuesta, el 1 de octubre de 1975 el Movimiento organizó una concentración de apoyo a Franco en la plaza de Oriente de Madrid. Ese mismo día hacía su aparición un grupo comunista de oscura procedencia que asesinó a cuatro policías en Madrid, por lo que acabaría autodenominándose GRAPO, Grupo de Resistencia Antifascista Primero de Octubre. La «Junta Democrática» y la «Plataforma» emitieron su primer comunicado conjunto en el que se comprometían a «realizar un esfuerzo unitario que haga posible la formación urgente de una amplia coalición organizada democráticamente, sin exclusiones, capaz de garantizar el ejercicio, sin restricciones, de las libertades políticas».
Doce días después de la gran concentración de la plaza de Oriente, el general Franco caía enfermo. El 30 de octubre, consciente de su gravedad —ya había sufrido dos infartos— traspasó sus poderes al príncipe Juan Carlos. El 3 de noviembre era operado a vida o muerte en un improvisado quirófano en el mismo palacio de El Pardo, siendo trasladado a continuación al hospital «La Paz» de Madrid, donde fue sometido a una nueva intervención quirúrgica. A primera hora de la mañana del 20 de noviembre de 1975 el presidente del gobierno Carlos Arias Navarro anunciaba por televisión el fallecimiento del «Caudillo».